# モンスターファーム (アニメ)
『モンスターファーム』は、テクモのコンピュータゲームである『モンスターファーム』および『モンスターファーム2』を原作とするテレビアニメである。
本項では第1期『モンスターファーム 〜円盤石の秘密〜』（モンスターファーム えんばんせきのひみつ）と第2期『モンスターファーム 〜伝説への道〜』（モンスターファーム レジェンドへのみち）を合わせて解説する。

## 概要
中部日本放送（現・CBCテレビ）制作・TBS系列で放送された。アニメーション制作は東京ムービー（キョクイチ東京ムービー→トムス・エンタテインメント、以下TMS）名義。それまで旅番組枠だった土曜7時30分から8時00分 (JST) の枠は、この番組からアニメ枠に転換された。
TMSのテレビアニメで最初にデジタル彩色を導入した作品であり、3DCGが随所に採り入れられている。
キャスティング協力は一貫してぷろだくしょんバオバブが担当している。

### 製作
1998年9月、キョクイチ東京ムービーが企画にアニメ化されていたタカラの玩具「ジェニー」をアニメ化していた『ジェニー!』の計画が進められていたが、1999年2月に突然のアニメ化がお蔵入りされた影響もあり、急遽アニメ化されることが決まっていた。その為、『ジェニー!』の放送が中止するはずだった作品ラインナップを外し、同年4月3日からの放送となっている。

### 第1期（円盤石の秘密）
1999年4月3日 - 2000年3月25日（全48話）
前週の特番を経て放送された『モンスターファーム』初のテレビアニメである。原作は育成ゲームであるが、ファームでのモンスター育成の要素は全く取り入れておらず、冒険主体のストーリーとなっている。朝の放送枠ではあるが、モンスターの死を描いたストーリーが多く、人の業を多く描いたのも本作品の特徴である。テクモの藤田一巳（藤田課長）が第1話で司会者役にて声優としても出演している。中部日本放送が制作局でありながら、同局の小高直子や中西直輝といった現職時代のアナウンサーが声優に起用される他、ダチョウ倶楽部やつボイノリオなどのタレントも声優として出演していた（特につボイは続編でも同じ役柄を演じている。つボイは長年に渡ってCBCラジオでパーソナリティを務めており、本作品へのゲスト出演もそのつながりだった。本作品以降のCBCテレビ制作全国ネットのアニメ作品でも同様にゲストとして起用された）。
主題歌は同じ制作会社による『名探偵コナン』で前例のあるビーイング（GIZA studio）アーティストを起用している。
同時期に並行して『月刊少年ガンガン』にて幸宮チノによる漫画が連載された。幸宮側には前田実によるデザイン設定が主要キャラクターのもの以外は届かなかったため、アニメ版とは一部キャラクターのデザインが異なっている。
2018年1月2日よりテレビ埼玉で再放送されている。

### 第2期（伝説への道）
2000年4月1日 - 同年9月30日（全25話）
第1期『円盤石の秘密』からそのまま続いて放送された続編。本作では目標が、レジェンド杯に優勝してガイアを取り戻すことに切り替わっており、ゲームを意識した大会におけるバトルシーンを意識して描いている。ただし、実際のゲームとは設定が異なっている。前作でロストしたモンスターの復活・再会、かつての敵との和解や共闘、悪役の改心、コミカルな敵の登場など、重いテーマを多く扱っていた第1期から一転して明るい作風となっている。敵味方問わずモンスターの死も基本的に描かれなくなり、敵対したワルモンはいずれも逃走するか改心するかで、命までは奪っていない。
視聴率は前作が平均視聴率4.3%に対し、本作は平均視聴率が3.6%へと下がった事から番組は半年で打ち切られたため、終盤は急展開となった。本編の第2クールに変更されたOPの映像は、唯一本編に一つとして映像が流用されず、完全なOP専用のアニメーションとして初めて描かれたものが使用されており、本編では無かった四天王との再戦も描かれている。
第1期とは異なり、全ての主題歌を当時SME（TRUE KiSS DiSC）に所属していた宇都宮隆が担当した。

## ビデオソフト
ビデオソフトとして、『円盤石の秘密』についてはVHS版が1999年から2000年にかけてRooms RECORDS（現:Being）から発売された。『伝説への道』はVHSでは未発売である。
DVDビデオはスーパー・ビジョンから、『円盤石の秘密』は各4枚組のDVD-BOX全2巻（計8巻）で発売（第1巻は2008年5月23日、第2巻は2008年6月27日）となり、レンタルDVD用に単巻で供給が行われている。初ソフト化となる『伝説への道』は4枚組のDVD-BOX全1巻で、2009年10月23日に発売された。こちらもレンタルDVD化されている。
2018年12月21日にはフロンティアワークスからBlu-ray-BOXが発売された。
なお、これら2作品は公式有料動画配信サイトの「東京ムービーONLINE」で配信されている。

## ストーリー

### 円盤石の秘密
佐倉ゲンキは、「モンスターファーム」が大好きな小学5年生。ゲンキは「モンスターファーム」のゲーム大会「モンスター甲子園」に出場し優勝する。後日、優勝賞品であるシリーズ最新作「モンスターファーム200X」がゲンキのもとに贈られてきた。ゲンキはさっそくゲームを起動させるが、プレイ中に突然テレビの中に吸い込まれてしまう。
ゲンキが吸い込まれた先には、「モンスターファーム」に登場するホリィとスエゾーがいた。そこはゲンキが大好きな「モンスターファーム」の世界だった。そこに、ゲームに登場するモンスター、ブラックディノが走ってきた。しかし、どこか様子がおかしい。ゲームでは決してブリーダーを襲わないモンスターが、あろうことか人間に牙を向けてきたのだ。
からくもブラックディノをまいたゲンキは、ホリィとスエゾーから衝撃の事実を聞く。悪の魔王「ムー」により、イイモン（善いモンスター）がワルモン（悪いモンスター）に変えられてしまい、この世界はそのワルモンによって支配されていたのだ。しかし、伝説のモンスター「火の鳥」が誕生すれば、すべてのワルモンはイイモンに戻るという。
モンスターを悪用するムーを許すことができないゲンキ。彼はホリィたちと共に、「火の鳥」の円盤石を探す旅に出ることを決意したのだった。途中、ゲンキたちはさまざまな壁にぶつかったり、モンスター及びムーとヒノトリの出生の秘密や、発達しすぎた科学によって身を滅ぼした古代人達の様々な業の過去を知ることになるが、何事にも屈しない「勇気」、仲間たちとの「友情」、そして「ガッツ」で、数々の試練に敢然と立ち向かっていく。

### 伝説への道
ムーとの戦いは、ヒノトリとムーの双方が消滅する形で終結した。ロストしたモンスターの円盤石は全て復元され、ワルモン達もイイモンに戻った。それから1年。ゲンキは現実社会の生活に戻り、毎日を過ごしていた。しかし、現実世界に「モンスターファーム」の世界のような充実を感じることができず、日々「モンスターファーム」の世界に対する思いを募らせていた。
そんなある日、夕日の中モッチーらしい影を見たゲンキは、それを追って不思議な駄菓子屋へと迷い込む。誰もいないその店の奥に置いてあったのは、1台のゲーム機とモッチーが描かれたゲームディスクだった。それを起動したゲンキは、1年間「モンスターファーム」の世界で何が起こったのかを知る。あれからホリィは1人で旅を始め、モッチーと再会していた。しかし、それからは仲間を見つけることも出来ていなかったが、旅の末に「ムーの円盤石」を発見する。それを見つけたワルモンの生き残りは、2人に襲いかかる。
一度ロストして技を全て忘れてしまったモッチーが苦戦しているのを見たゲンキは、彼らを助けたいという思いをぶつけ、再び「モンスターファーム」の世界へと吸い込まれ、モッチーやホリィと再会する。ワルモンを撃退したゲンキたちは、それからバラバラになった仲間たちとも旅の末に合流を果たし、ムーの封印された円盤石を守りながら、ホリィの父親を復活させるために必要なガイア石を求め、レジェンド杯へと挑むため、様々な大会へ挑戦していく。

## 世界観
ファームの世界
ゲンキが召喚されたゲーム・モンスターファームの異世界のこと。ゲーム同様、人間の他に円盤石から再生されたモンスターという生命体が存在しており、基本的には共生しているものの、人間に牙をむく悪いモンスター・ワルモンやそれらを統治するムーに世界中は脅かされている。比較的平和に暮らしている場所もあれば、完全にワルモンに支配されて人間達が攻め滅ぼされた場所もある。
文明は車や自販機がなどはないものの、高度な文明だった頃の古代の機械遺物(アイアンバードなど)を再利用するなど、部分的に高いテクノロジーを持つ独自の文明を築いている。
古代
遠い時代のファームの世界のこと。当時はパンゲアという一つの大陸のみがあり、現在のファームの世界どころかゲンキの世界よりかなり高度な文明であった。
かつてはより人間達が幸せになれるように、乗り物(現在のアイアンバード)といった機械技術やCD‐ROMペット(現在のモンスター)作成といった遺伝子操作の技術そして宇宙資源を得るための宇宙船など高度な技術を発展させ、まさに文明の絶頂期にあったが、ある大災害(モノリス曰く大いなる災い)が起きたのをきっかけに、人々の心は荒み、やがて大きな争いそして長き戦争が勃発することになる。　
そして戦争の理由すら忘れ、憎しみだけが受け継がれた人々は最強最悪のCD‐ROMペット、ムーを開発する。しかしムーは後に破壊だけを喜びとする魔獣に変貌し敵味方関係なく攻撃するなど暴走していき、そんなムーを止めるべく技術者達はヒノトリとファイナルゲートを開発し、ヒノトリでムーを食い止めている間にファイナルゲートでヒノトリ諸共ムーの魂と肉体を分離させ、暴走は収まったものの、禁断とも言えるファイナルゲートの使用の代償として、国と文明は完全に滅び去った。だが、古代の遺物は現在でも残されており、ヘンガーが管理する都市は唯一完全に当時のままで残されている。

## 用語
モンスター
ゲーム同様、円盤石（CD‐ROM）という石に封印されている生命体。本作ではかつて高度な文明だった頃の古代人が遺伝子操作により生み出した都合のいい時に再生・封印できるCD‐ROMペットと呼ばれていた人工生命体という設定。
種族や個体にもよるが大抵のモンスターは人間と同等の知性で言葉も話すことができ人間との会話も成り立っている。またモンスターのみで構成された村も存在している。
円盤石
モンスターが封印されている石。
誕生方法は円盤石をモンスター神殿の台座に備えて「バース」という掛け声とともに台座のスイッチを押すことである。アニメでは誰でも再生が可能でモンスター同士でも再生が出来るのに対し、漫画版では再生師という特別な力を持つ人間のみ（ムーやヒノトリを除き）再生出来るという設定である。
イイモン
普通のモンスターの事。だがあくまでも一般のモンスターの総称であるため、イイモンであっても性格の悪いまたは悪事を働くモンスターもいる。
ワルモン
ムーの力により邪悪な心を植え付けられ、人間やイイモンたちと敵対する文字通り悪いモンスターの事。体のどこかにムーの紋章があるため判別は容易。最後はヒノトリの力で全てのワルモンはイイモンに戻った。
続編ではワルモンは既に過去の存在と思われていたが、ムーの邪悪な魂は黒い円盤石の中に残り続けているため、その影響で再びワルモン化するモンスターも現れるようになった。ただし、こちらは紋章を破壊するだけでイイモンに戻っている描写がある。
ロスト
モンスターが死ぬ事。モンスターは命を落とすと、亡骸は木に絡みついた円盤石に変化し、再生不可になる。復活するにはヒノトリかムーの力が必要だがムーが再生させるとワルモンになる。
作中ではモンスターが事切れたり、戦闘で絶命する表現として用いられるが、第4話では岩に潰されたジャアクソウがペラペラの状態で這い出し、命に別状は無かったと思いきや時間差でロストが始まってしまい、本人が「え！うそ！なんなのこれ!?」と狼狽えながらロストするという、一般的な「死亡」とは異なる描写がされる事もあった。

## 登場キャラクター

### 七人
主人公ゲンキ一行。ワルモンからは「ムー様に逆らう愚か者」、デュラハンからは「勇者諸君」と呼ばれている。
佐倉ゲンキ
声 - 横山智佐
本作の主人公。その名前の通り、自己紹介の際に「元気印のゲンキ」と称するほどの元気いっぱいの熱血少年で、『モンスターファーム』の大ファンである小学生。5月6日生まれのAB型。第1期では10歳、第2期では11歳。寒いのと塩辛とニンジンが苦手。モンスターファームのゲーム大会「モンスター甲子園」で優勝したことによって先行的に手に入れた『モンスターファーム200X』を起動させたことによってファームの世界に引き込まれてしまう。スリルのあること（冒険に憧れていた）が好きで、現実世界に物足りなさを常に感じていた。モノリスから「ガッツの源」といわれる。モンスターを心から愛しており、モンスターを戦いの道具として利用しようとするムーに怒りと悔しさを覚え、ヒノトリを探すことを決意する（アランともそのことで衝突したことがある）。
ファームの世界に来てからは身体能力が飛躍的に上昇している模様で、人間の子供ながら常人離れした身のこなしで戦闘にも参加し、大抵は足にいつも履いているローラースケートのローラーを使って相手を蹴り飛ばして攻撃する。前述のように熱血過ぎる性格の為に他者と意見を衝突させたり、猪突猛進な面がある事からよく怪我をすることが多い。しかしどんな時でも諦めない不屈の精神を持ち、他者を自然と引っ張っていく。その真っ直ぐな瞳はハヤブサなどに「いい目」と度々評される。現実世界での知識や常識を、モンスター世界でも上手く有効活用するようにしている隠れた才能もある。最終決戦ではムーとヒノトリが消滅の余波に飛ばされる形で現実世界へと戻る。なお、現実ではゲンキがファームの世界に飛ばされてから3時間ほどしか経っていなかった。
『伝説への道』ではファームの世界での冒険は心の中にしまい、日常へと戻っていたが、やはり現実にどこか物足りなさを感じていた。1年後、だれもいない駄菓子屋にあるゲーム機を起動させたことで再びファームの世界に赴き、邪悪な魂が封印されている黒い円盤石を守るために、ホリィ達と旅をする。同時にレジェンド杯で優勝してウィナーズプレートにはめ込まれているガイア石を求めて、数々の大会にモッチーと共に参加する。そのため、本人が戦う機会は若干減り、ブリーダーとしてモッチー達に指示を出す機会が増えた。ゲーム大会優勝経験者という自負から理詰めの作戦を立てて戦おうとしたことがあるが、結局は失敗に終わり、再会したアランの助言から自分の役割はガッツを与える事と自覚し、以降はそういったことをしなくなった。エピローグではファームの世界を行き来できるようになり、世界の再興に貢献している場面が描かれている。
ホリィ
声 - 國府田マリ子
本作ではガイア族の末裔といわれる少女として登場する。ゲンキより年上でアニメ登場時は14歳。第1期中盤で誕生日を迎えて15歳になった。故郷の町をワルモン四天王のナーガによって滅ぼされたことから、ムー打倒のためスエゾーと共に旅を始める。ムーに対抗できる唯一のモンスターであるヒノトリを感知できるガイア石を持ち、それに祈るとヒノトリがいる方角を知ることができる。このガイア石の力を使えるのはホリィが住んでいた故郷の住人でもごく一部の人物（ホリィとホリィの父親・長老など）だけである。
仲間内ではまとめ役であり、旅の目的の中心人物である。理性的で心優しい性格だが、番組初期はややきつい一面や、鍋とフライパンで武装してワルモン達に果敢に立ち向かうような姿も見られた。ムーの正体が闇に囚われた父親であることを後に知り、深く苦悩する。また、そのムーの持つ宝刀を手に入れ、以降護身用の武器として携帯するようになった。活発なゲンキと違って戦う力はあまりないが、エンドブリンガーとの戦いでは、ゲンキ達が1度倒された中、単身で戦っている。バジャールとの戦いでは、ホリィとモッチー以外は全てバジャールが持つ壺の中に閉じ込められるという絶望的な状況で、町の遺した仕掛け（大量の爆弾）を活用して打ち勝った。
『伝説への道』ではモッチーの円盤石を見つけ復活させ、共に旅を続ける。その旅の途中で邪悪な魂が封印されている黒い円盤石を発見し、ワルモンから円盤石を守り、ガイアを取り戻して父親を復活させることを目指すようになる。
漫画版では、アニメより若干内向的で極度の音痴という設定になっている（漫画版第6話「モッチーは役立たず?」参照）。また、アニメ版では基本的にゲンキのことを「ゲンキ」と呼ぶが、漫画版では「ゲンキくん」と呼ぶ。
モッチー
声 - 白鳥由里
ゲンキが持ってきた「モンスターファーム200X」から生まれてきたモンスター。語尾に「チー」がつく。生まれたばかりなため赤ん坊のように何も知らず、そのため最初は幸せに暮らさせるため老夫婦の所に置いて行かれようとしていた。事実上生みの親となったゲンキのパートナー的な存在となる。甘えん坊で、よくゲンキやホリィに甘える。しかし闘うときは勇気と力を振り絞って闘う。話が進むにつれて徐々に成長を果たし、新技を次々と習得していくなど頼もしい存在となっていく。ワルモン四天王ピクシーの部下であるマグマグミとの戦闘で「さくら吹雪」を習得。その後新たな必殺技を覚えていないとスエゾーに言われて落ち込んだこともあったが、ワルモン四天王のガリとの戦いで「モッチ砲」を習得した。実は5つに分離したヒノトリの魂を持つモンスターの1人であり、最終決戦ではヒノトリの肉体と融合してムーと戦った。最後は再び5つの魂に分離し、光となってどこかへと飛んで行ったが、円盤石に戻っていた事が後に明らかになる。
『伝説への道』ではホリィによって円盤石から復活した後、黒い円盤石をワルモン一派から守るため戦ったが、円盤石に戻ったことで技はすべてリセットされていたために勝負にならなかったが、必死で円盤石を守るという強い思いによってゲンキと再会。邪悪な魂を復活させようと企むワルモン達を追っ払った。レジェンド杯ではモストとの死闘の末に敗れているが、モストとは深い絆で結ばれており、レジェンド杯で戦う前にモストと出会い、モストの最強技である「もっさま」を学んだ。モストはレジェンド杯が終わり、モッチーと別れた後に心の中で再会と再戦を望んでいた。エピローグではゲンキを迎えに行く為、現実世界へとやって来ている（なお、現実世界に来ている場合はゲンキ以外の人間には見えていないが、ゲンキのような純粋な心を持つ子供には見えている）。
「音痴」である。
「モッチー」という名前をつけたのはゲンキ。アニメ第1話でモッチーの名前をホリィ達と考えていた。「ボヨヨン丸」「桃色モモちゃん」「おたま」などの候補が上がっていたがモッチーは嫌がった。困っていたゲンキが「桜餅」を思い浮かべたことがきっかけ。
漫画版では、再生当初は「チー」しかしゃべれす、何時まで経っても人語を喋れず、技も覚えない事に対してスエゾーに「出来そこない」と呼ばれる。その後モッチーは、何か役に立とうとして食べれそうな実を持ってくるも毒を持つ実だった。知らなかったとは言え、毒を持つ実をゲンキ達に誤って食べさせてしまったことに責任を感じ、一度はメンバーから離れる。しかし、ワルモンに襲われたゲンキを「さくら吹雪」で救出、同時にしゃべれるようになるという立派な成長を遂げ「役立たず」の汚名を返上し、再び一行のもとへ戻った（第6話「モッチーは役立たず?」より）。
スエゾー
声 - 高木渉
ホリィのパートナーで、ホリィが初めて発見し、誕生させた円盤石に眠っていたモンスター。出身地もホリィと同じで、旅以前からの仲間である。姉御的存在であったピンキーや長老を殺されたことを憎み、ムー打倒とホリィを守りぬくことを誓う。生まれた時は「じゃん」という語尾だったが、ピンキーの影響で関西弁を話すようになった。虚勢を張って大口を叩くが、小心者。それでいてあらゆることを他人任せにしてしまうお調子者な性格だが、いざという時はしっかりと力を振るう。他の仲間と比べて戦闘力が低いという劣等感から修行し、念願のテレポートを会得（しかし成功率は低い）する。また、ナーガを相手にすると町を全滅された憎しみにより、普段からは想像もつかない怒りを見せることもある。ホリィを守るという使命感から、必要以上にホリィに干渉しようとしたり、邪魔をするものを除外しようとする傾向がある。ツノマルがホリィに一目惚れし、勝負で負けたらホリィを嫁にもらうと発言したことでよくツノマルと衝突する。視力が双眼鏡並（スエゾーの今日の目玉で視力が3.5と発言）に良く、ゴーレムによって上空に投げられることで敵を発見したり目的地を見つけることができる。その際、毎度のように仲間がそれに気を取られるため、キャッチを忘れられそのまま落下する、というのがお約束の流れである。しかし彼もまたヒノトリの魂を持つモンスターであり、最終決戦ではモッチー達と共にヒノトリとなる。
『伝説への道』では円盤石に戻らず、ゴーレムと共に大道芸人として旅をしていた。そのため技も忘れておらず、不安定ながらテレポートも健在であった（よってツノマルに半人前といわれている）。技は「しっぽアタック」「キッス」「ベロビンタ」「かみつき」「テレポート」で、特にかみつきは因縁のナーガ戦で使い深手を負わせ、それにゲンキとモッチーが底力で放ったモッチ砲でナーガを破った（実際にはナーガがゲンキ達の救いの手を拒否して谷底へ落ちていった）。『伝説への道』でも再会したナーガを憎んでいたが、ガリに苦戦するナーガを叱咤激励して勝利をもたらし、去り際のナーガに「今度あったら勝負せい。それまで達者でな」と告げた。更にチャンピオン杯で戦うモッチーの為に、ポリトカの実力の偵察を兼ねて、ボロボロにされることを承知で戦いを挑んだこともある。
漫画版ではアプリコットティーが好物（第2話「リメンバランス」より）。ピクシー種が好きでハムが自分達一行を騙して金を取って逃げる際に追ってくるスエゾーを撒くアイテムとしてピクシー種写真集を道に置かれた(第5話「ハムりハムられハムハまれ」より)。またワルモン化したピクシーと初めて対峙した際は一目惚れして唇をキスする時の突き出す形にしてストーカーの如くしつこくキスを迫った。しかしあまりのしつこさにピクシーが避けたら目の前にゴーレムがいた。その後避けきれずゴーレムとキスしてしまった。
ゴーレム
声 - 内田直哉
ゴーレムの森に住んでいたモンスター。太古の戦争でロストした円盤石のモニュメントを守っていたが、攻めてきたワルモン軍団（ゲル）によって土地を荒らされ、怒り狂ってゲル達全員をロストさせてしまったとを悔やみ、守ってきた円盤石やそれらを蘇らせるために一行に加わる。岩で出来た巨体と無口な性格から恐ろしく思われがちで、森に住む化物と呼ばれていた。だが実際は花や鳥を愛し、争いごとを好まない非常に穏やかな性格。しかし仲間や弱者に危害を加えるものには容赦しない。メンバーの中では最もパワーが強く、特に必殺技の「竜巻アタック」は絶大な威力を誇る。また、非常に硬い身体で皆（特にホリィ）の盾になり、多くの危機を救った。ヒノトリの魂を持つモンスターであり、最終決戦ではヒノトリの肉体と融合する。
岩で出来ているためか石を食べ、それらの石や砂を使った料理を好む（肉など普通の食事も食べることはできる）。そのため食料の面ではあまり困らないが、他のメンバーが腹を空かしているときに食事はしない（食べようとして恨めしく見られるときもある）。話すことはできるがどことなく片言で、無愛想に聞こえる。しかし、旅を続けるうちにゲンキ達と触れ合ったことで徐々に愛嬌を見せるようになった。身体が重たいためカナヅチで、水に対して極端な恐怖心がある。ツノマルの船の上では柱にしがみついていたが、ワルモンのグジコーンが襲いかかり、ホリィがグジコーンに捕らえられ苦しんでるのを見てホリィを助ける一心で水の恐怖心を忘れた。グジコーンを「でこぴん」で倒してみんなのピンチを救ったが、すぐに水の恐怖を思い出し柱にしがみついている。水の恐怖心を理由に一行から別れようとしたことも何度かある（すぐに連れ戻されたが）。しかし水を汲んだり触れる程度なら可能。
『伝説への道』の序盤では、ムーとの戦いの後に円盤石に戻らず飛ばされたが、運よくスエゾーと同じ場所に落ち、ゲンキ達と再会するまで彼と共に旅をしていた。円盤石に戻らなかったためそのままの強さを保っていた。故に序盤は主要戦力として活躍する。また、2人旅の中で食事当番を担当していたおかげか料理人を志すようになっており、ロゼッタの元で修行を積み、物語の後半ではゴーレムがゲンキ達の料理を作っている。ただし、スエゾーと旅をしていた頃は砂や石だらけの料理しか作れず、スエゾーを辟易させていた（それでも自分は料理上手と思い込んでいたので、ゲンキ達にも石料理を振る舞おうとしていた）。将来は「いつか自分お店を持つこと」と語り、ホリィから彼女の村で店を出すことを提案され、モンスター達と一緒に店を開いているシーンが最終話のエピローグで流れている。
漫画版では、瓦礫のモノマネを披露する（第6話「モッチーは役立たず?」より）。
ライガー
声 - 矢尾一樹
ノラモングループ「疾風のライガー」を率いるボス。人間によって捨てられたノラモンであり、弟ギンキライガーとともに発足した盗賊団（他のモンスターも捨てられた者ばかり）を拡大させていたが、初めての冬のときにムーに襲われ、弟を攫われる。その時にムーにより付けられた額の傷がトレードマーク。ムーのことは憎んでいたが、その圧倒的な力に己の無力さを感じ、しばらくは小悪党として燻っていた。ゲンキ達からガイア石を奪ったが、アジトを荒らしに来たワルモン軍団（ディノ）の罠にかかり、目の前で仲間を皆殺しにされたことで再び怒りに燃え、大怪我から救ってくれたゲンキ達とムーへの借りを返すため、行動をともにする。最初は仲間になった覚えはないと意地を張っていたが、最終的には自分達がヒノトリに合体することを嫌がるゲンキに向かって「熱意に惹かれてここまで来た」というほど、一行を大切に思うようになる。
「ニクもどき」が好物で、肉しか食べないといったこともある。また酒に弱く、それに付け込まれてハムに騙されている。クールでシビアな性格だが、頭は短気かつ単純で、何かと突っかかってくるハムに「食ってやる！」と喧嘩を始めるほど相性が悪いものの、それでも戦闘時には、互いに必死になって戦って窮地を抜けるところは共通しており、決して物凄く険悪の仲という関係ではない。またプライドが高く、それを汚されるのを一番嫌うが、ホリィと触れ合うシーンでは顔を赤らめたり、モッチーがホリィにキスした際に驚いて騒ぐなどシャイな一面もある。ナルシストな一面もあり、太ったと思えば食糧探しがてらダイエットに励んだ事もある。仲間の中では一番のスピードを持ち、角から放つ「雷撃」と口から放つ「ブリザード」が得意技。単純な戦闘力や経験は一行の中でも一番高く、頼りにされている。彼もヒノトリの魂を持つモンスターであり、最終決戦ではヒノトリの肉体と融合する。
『伝説への道』では円盤石に戻っており、ルーキー杯の優勝商品となっていた。その円盤石を触ったホリィがライガーの声を聞いたことで、ライガーが円盤石に戻っていることを知ったゲンキたちによって復活を果たす。技も全てリセットされ、当初はブリザードを出すと見せかけて不意打ちを仕掛ける「フリザード」（考案はハム）を繰り出したり、プライドの高さから修行を嫌がる割に、雷撃の再習得の為に躍起になって練習を重ねるなどしていたが、戦っていくにつれて技を再習得していく。また、ゴースト達に一度やられた際は「みだりに飛び出してもさっきの二の舞だ」と実力差を分析する冷静さも備えた。エピローグではタマの果樹園でハムだけではなく、手下だったデトナクリス、デトナレックスと暮らすようになったが、ここでもハムとの喧嘩は相変わらず。
漫画版では仲間はヤクトハウンド（通称ヤクト）だけである。
ハム
声 - 佐々木望
元は詐欺師として金を騙し取っていた不良モンスター。ゲンキ達から言葉巧みに誘い出して金を奪い取ったが、騙して逃げる途中で崖に落ち、ライガーに救われたことから逃走に失敗。その後ゲンキ達の目的を知って、以前から自分を苦しめてきたワルモンと戦うため、一行に加わる。その自他共に認める高い頭脳から、いつも作戦立てを担当する策略家。敬語を使うが、どちらかといえば人を小馬鹿にした口調（特にライガーに対して）が多い慇懃無礼な性格。また、追い詰められたり咄嗟の時に限って自が出てしまい、とても口が悪くなることもある。怒って自分を食うと言ってくるライガーに対して「なんですと?!」と言い返すのは本作におけるお決まりの掛け合いである（第41話「ライガー最後の日」では逆になった）。しかしその回では、敵を騙す嘘だったとはいえ、喧嘩相手であるライガーが死んだとヤクトハウンドから伝えられた時に、ゲンキ共々怒りを震わせている。ヒノトリの魂を持つモンスターであり、最終決戦ではヒノトリとなって戦い、その後は円盤石に戻らず飛ばされた。
かつては同じハム種であるヴァージアハピ（声 - 折笠富美子）とトルクレンチ（声 - 檜山修之）と共に、3人組の盗賊団を結成しており、解散した後にゲンキ達と出逢い、当初はヒノトリの円盤石を高く売ることを目的にゲンキ達に取り入っていたが、旅を続けるうちに馴染んでいき、仲間としての自覚を自然と持つようになった。詐欺師という経歴から金にがめつく、金銭面ではとてもケチケチしており、よく値切り交渉を行う。その経歴のわりに根はそれほど悪くはなく、義理固い性格。故に『伝説への道』では自分を拾ってくれたタマに対して恩返しするため仲間に加わることを断っていたが、迷いを振り切れなかった事とタマの後押しを受けて再び一行に加わった。なお、エピローグではタマの果樹園に再び暮らすようになったが、同じく暮らすようになったライガーとの喧嘩は相変わらずだった。
盗賊団解散の原因はヴァージアハピとの仲を妬んだトルクレンチの裏切りによるものであり、『伝説への道』にて孤児院を営んでいたヴァージアハピと再会するが、イイモンを装って近付いてきたトルクレンチと戦う事になる。しかし最後はヴァージアハピの懇願でトルクレンチを許した（改心したトルクレンチはヴァージアハピの孤児院の為に尽力する事になった）。
戦闘面では本気を出していなかったとはいえ、今まで相手を即K.O.していたライガーを翻弄するなど基本的に戦闘能力は高い。しかし、スエゾーと同様に強い相手とはやりあいたくないという姿勢も稀に見せており、実際の戦闘力がどれほどかは定かではない。強烈なパンチとフットワークが最大の武器。必殺技は炎に包まれた鉄拳「ドラゴンパンチ」、同じように脚に炎を纏った「ドラゴンキック」の他、相手を油断させてから放つ「オナラ」で、大抵命乞いの後に不意打ちとして放たれる。ワルモンのジョーカーが放つ幻覚攻撃に苦しんでいたゲンキ達を救ったり、アイアンバードの燃料が切れた際にもおならを使ったが、かなり臭いためゲンキ達も困る事になる。
スカーフと風呂敷棒がトレードマーク。「ムハハ」と笑う。

### ワルモン軍団
悪の権化・ムー率いるワルモンの軍勢。ワルモン達はムーによって邪悪な心を植え付けられ、世界を征服するべく各地で暴虐を働いている。
ムー
声 - 小杉十郎太
ワルモン軍団のボス。かつて古代人の戦争の際、兵器として生み出されたモンスター。人間のような姿をしているが、それは肉体から切り離された邪悪な魂がホリィの父親に憑依した姿であり、真の姿は白い毛に覆われたとてつもなく巨大なドラゴン。真の肉体を発見し、それが復活したことによってドラゴン型になる。なお、この人型はゲーム中に存在しないアニメオリジナルのデザインである。しかし完全体となる前であっても、通常モンスターが束になってかかっても全く歯が立たない圧倒的な戦闘力を持ち、ゴーレム以上の腕力とライガー以上のスピードを持ち、ライガー盗賊団を壊滅させただけではなく、ゲンキ達の総掛かりの攻撃すらものともしなかった。
魂と肉体が融合した直後は太陽の光に弱いという致命的な弱点があり、それによって体中がボロボロになったことがある。人間やモンスターの憎しみを自らのエネルギーに出来るため、それを引き出すために敵をあえて殺さず、瀕死になるまで手の中でいたぶるなど、ホリィの父とは思えないほど残酷な性格。しかし完全体となった際に、憎しみの力に精神を支配され暴走、最終戦争のときと同じく破壊だけを喜びとする魔獣となり自ら軍の本隊を壊滅させてしまった。最後はヒノトリによって肉体と魂もろとも再び封印される。
『伝説への道』ではホリィの父親は円盤石の中に閉じ込められ、贖罪として邪悪な魂とただ1人戦い続けていた。終盤、モストに託されたガイアによって邪悪な魂から開放されるが、記憶喪失になってしまっていた。その後、デュラハンが邪悪な魂を受け継いだ光景を見て、全ての記憶を取り戻し、自身が犯した過ちを償う意味で、ゲンキやデュラハン達と共に邪悪な魂を封印した。エピローグではホリィと共に円盤石の発掘作業を行っている。
なお、ゲームでは、アニメ第1期の中期エンディングテーマとなったMuuの『デジタルミュージックパワー』のシングルCDを読み込ませることで再生できる。この事は「スエゾーの今日の目玉」でも紹介されていた。
ジャアクソウ
声 - 内藤玲
ワルモン軍団の中核戦力の1つといってもいい構成員で、プラント種の一種。この種の中で何個体かは幹部扱いになっている。
ムーに絶対的な忠誠を誓い、ゲンキ達の動きや、ムーが本来の身体を探索する調査の報告をしている。単なるムーに使役されるモンスターという印象もあるが、戦闘能力も決して低くは無く、同じワルモン相手とはいえ、デュラハン配下のガトリングブロー相手に致命傷を与えたりしている。
多くの個体や、それを従えている幹部個体もデュラハンの反逆などのワルモン同士の内輪揉めに、邪悪な魂に支配されたムーの暴走によって絶命してしまうが、『伝説への道』ではその中で生き残り、半分が機械を体内に埋め込む事によって生き存えている幹部個体が登場。今度はムーに変わってデュラハンに忠誠を尽くしているが、ママニャーに振り回されたりと苦労人の面が強くなっている。最終話のデュラハンを取り込んだ邪悪な魂の暴走にポワゾン達と共に巻き込まれてしまうが、精神世界に突入したゲンキ達に同調する事によってガッツを持って、ゲンキ、デュラハン達と共に邪悪な魂を封印する。戦いの後にはワルモンの紋章が消えただけではなく、かつての肉体も取り戻していた。
ピクシー → ビーナス
声 - 三石琴乃
ワルモン四天王の一人のピクシー種モンスター。誕生直後から人間に奴隷として扱われていたために人間を憎み、同様に奴隷として扱われていたブルーマウンテンと共に反乱を起こし人間たちを倒す。その後ムーと出会い、ワルモンになる。当初はゲンキ達と争っていたが、ゲンキとの触れ合いからムーを裏切り、しばしばゲンキたちを助けるようになる。「ライトニング」、「ショットガン」、「ビッグバン」が必殺技であるが接近戦も得意。当初はワルモンを裏切るも、ゲンキとは相容れず協調しようとしていなかったが、ゲンキが純粋にピクシーを友達として想う気持ちに触れて、心が穏やかになっていく。一人でムーの肉体が眠る場所を調査に向かった際、ブルーマウンテンに気をつけるように言った時には、言われたブルーマウンテンが思わず唖然とするほどであった。後半にムーの攻撃により瀕死の重傷を負い、ロスト寸前までであったが、ブルーマウンテンがピクシーとの合体で救うことを決断し、ブルーマウンテンの自己犠牲によってビーナスとして蘇る。その際流した涙によってワルモンの紋章は消え去り、完全にワルモン軍団と決別する形となった。
『伝説への道』では自分の為に命を賭したブルーマウンテンに報いるべくワルモン退治を続けており、ワルモンに襲われていたゲンキ達を助ける形で再会。その夜、メタルナーによって洗脳され、再びゲンキ達の敵として立ちはだかることとなる。しかし、自分を救おうとするゲンキ達の抵抗と、心の中で生き続けているブルーマウンテンに救われて自我を取り戻し、自らメタルナーの支配を破った（メタルナーはモッチー達に袋叩きにされた）。その後は再びワルモンと戦うべく飛び去って行く。OPではハムと対戦している。
漫画版ではマスターと呼んでいた人間に役立たず扱いされ捨てられるという過去を持ち、人間を滅ぼそうとするムーに妄信していた。ゲンキ達との触れ合いからムーを裏切り彼らを助ける。その際イイモンにしか扱えないリフレッシュを使ってホリィの傷を治したが、裏切り者としてワルモンに殺されてしまう。だが最後はヒノトリの力で生まれ変わり、ホリィと一緒に旅をしていた。最初にゲンキ達と対峙した際は、スエゾーに惚れられて「チューしてええ？」としつこく迫られていた。
- ピクシー配下のワルモン
  - ブラックディノ部隊
  - ゲル部隊
  - ディノ部隊
  - ジャアクソウ姉妹
  - ダークハム部隊
  - クロロマン部隊
  - マグマグミ部隊
  - ヒネクレソウ部隊

ブルーマウンテン
声 - 横尾博之
ピクシーの部下のゴーレム種モンスター。一度はピクシーと共にゲンキ達と争ったが、戦いの中で和解して主君と共にムーを裏切り、ゲンキ達と共に戦っている。ゴーレムとの力比べはほぼ互角。ゴーレム以上に無口で冷たい印象を受けるが、主君であるピクシーのことを第一に考えている忠臣。重傷を負ったピクシーのため合体機械を使い、自身を犠牲にして主を救った。
『伝説への道』ではビーナスがワルモンのメタルナーに操られていた時、一度だけビーナスの記憶の中から登場し、ビーナスに我を取り戻すよう激励する。今でもビーナスの心の中で見守り続けており、その心の中ではビーナス同様、かつて持っていたはずのワルモンの紋章は無かった。
クロロマン
マジン種のワルモンで、『円盤石の秘密』第9話「飛べ！アイアンバード」で初登場。
人間はおろか、他のモンスターでも解読不能（ただし、ゲストキャラのエディにはある程度わかる模様）な言葉で話すのが特徴で、ジャアクソウと並んで敵役での登場頻度が多い。
第9話ではエディを脅してゲンキ達を谷底へ落とそうとし、第31話「廃墟の遊園地」ではモッチーを人質にしてゲンキ達を倒そうと卑怯な手を使い、救出に向かうスエゾーの作戦も見抜くが、駆け付けたピクシーによってモッチーは奪回され、そしてゲンキ達の反撃の前に這々の体で逃げ出した。
ガリ
声 - 塩沢兼人（円盤石の秘密） →　柏倉つとむ（伝説への道）
ワルモン四天王の一人のガリ種モンスター。力尽くより、策略や、罠などで相手を嬲る事を得意とする策謀家。
ゲンキ達一向を食事に誘い、彼らの気がゆるんだところを、部下のスタイルフォームと共に襲いかかる。そして、ガッツダウンの必殺技「ゴッド・ファイナル」によりゲンキ達のガッツを奪ったところを捕えて、屋敷の砂地獄の中に落として一網打尽にしようとする。しかし、唯一ゴッド・ファイナルから逃れたモッチーに翻弄され、それに感化されて復活したゲンキ達との戦いで、ゲンキに自分の顔に傷をつけられたことに逆上。「ゴッド・ハリケーン」をくり出し、部下もろとも吹き飛ばそうとするが、ガッツが全開になったモッチーの必殺技「モッチ砲」によりロストする。四天王の中では唯一最後まで冷徹な悪役に徹したモンスターだった。
『伝説への道』では復活し、スタイルフォームの1体とともに大会に出場してナーガと戦った。ナーガを倒すために、審判の視界をうまく塞いで部下に場外から攻撃を加えさせるなど、卑劣な戦いで戦おうとするが、真の力に目覚めたナーガの「魔空弾」をまともに食らい敗れる。復活した時には既にワルモンに対する心は離れており、ポワゾンからのワルモンへの誘いは断っている（但し、力を得るにはワルモンに戻る事も選択肢の一つと考えたため、最終的な答えは保留としてる）。敗北後、再びスタイルフォームと共にゲンキ達の前に現れるもそれはポワゾンの誘いを蹴るためであり、ゲンキ達を奇襲するべく待ち伏せしていたポワゾン達を「ゴッド・ストライク」で撃退し、ゲンキ達とひとまず和解。ナーガに「貴様の魔空弾、効いたよ。胸にズシンとな」と告げ、再び修行を積むべく去って行った。OPではゴーレムと対戦している。
- ガリ配下のワルモン
  - ロードランナー部隊
  - グジコーン
  - グジラ部隊
  - ジョーカー
  - ドクドク部隊
  - ウロコゲル部隊
  - スタイルフォーム部隊

ロードランナー
声 - 中尾隆聖
ワルモン四天王のガリと、ガリのロスト後にナーガの指揮下に入る２から登場するロードランナー種のモンスターで、ジャアクソウ、クロロマンと同様に、ワルモン軍団の中核戦力となっている。初登場は『円盤石の秘密』第15話の「新たなる旅立ち」から。
素早く移動し、集団戦を得意として相手に襲いかかるものの、初登場時には、ツノマル海賊団もろともゲンキ達を一網打尽にしようとするが失敗し、まんまと海に逃げられてしまう。第35話「四天王最後の決戦！」で、ナーガの立て籠もる居城でゲンキ達を待ち受けるが、ハムの作戦によって城から誘き出され、ようやく戻った時には既にナーガはゲンキ達に敗れ、自ら命を絶った。そして最後の四天王が倒れた事により、「これ以上の争いは無意味だ！」と退くことを主帳するゲンキ達に対し、「貴様等にムー様は倒せん！」と捨て台詞を吐いたものの、敗北を認めて退却した。
グジコーン
声 - 園部啓一
第16話「海の大決戦」で登場するガリ配下のワルモン、グジラ部隊の指揮官。ツノマルにとっては因縁の相手で、船並みの巨体を持って多くの船を沈めていた。
手下のグジラ達が撃退された後に出現、その巨体に加え、ホリィを捕らえてゲンキ達を苦しめるが、緊急時に水の怖さを忘れたゴーレムの反撃に遭い、ゴーレムの「でこぴん」で角をへし折られ、尚も悪足掻きを見せるも、「竜巻アタック」を受けて海中に沈められて敗北した。
ギンギライガー
声 - 中村大樹（幼少時代 - 萩原恵美子〈円盤石の秘密〉 → 不明〈伝説への道〉）
ワルモン四天王の一人で、ライガーの弟。名前の通り、銀色の毛で、兄弟だが兄とは異なるカラー。元々ライガーと同じ箱に捨てられていたモンスターであり、カラーも違う事からライガーも本当の兄弟かはわからないと言っている。物心付いた時から兄と共に生きていたが、ムーによってさらわれ、ライガーが自分のことをワルモンに売ったと決め付けて、ムーに忠誠を誓い魂を売ることになる。アニメ版第27話で、雪山にてライガーと対決。決闘しようとライガーを誘い込むも、複数の部下を使ってライガーを始末しようとする。しかしゲンキ達の妨害にあい、結局ライガーと一騎討ちすることとなる。その後も同じ技で戦おうと言いながら違う技を使ってライガーの目を使用不能にするなど、卑劣な戦い方でライガーを追い詰めるが、止めを刺そうとしたところで、ライガーによって動きを見切られ、「つきさし」によりワルモンの紋章ごと身体を突き破られ敗北。最期の僅かな時間で兄と和解し、「兄さんと暮らしたあの頃に戻りたい」と言い残してロストする。本当は兄ライガーが自分のことを売ったわけではないということがわかっていたが、ライガー曰く臆病な性格からか、ワルモンの言うことをずっと聞いていたようである。
最終回でヒノトリの力によって円盤石に戻り、『伝説への道』でブリーダーのニナ（声 - 佐藤多美）によって復活し、彼女とホッパーと共に旅をするようになる。ワルモンの時のような卑劣さは無くなり、兄を慕う本来の性格に戻っている。一度、元四天王という事でジャアクソウのスカウトを受けたが、雷撃で返り討ちにしたという。レジェンド杯へ出場を目指していた旅の途中でゲンキ一行と出会い、ライガーと再会を喜び合うも、その夜に突如「同じ箱に捨てられていただけ」と言い放ったライガーに怒る。その後、ウィナーズカードをかけてグレイテスト4でライガーと戦うが「お前の心は揺れていた」とライガーに心の甘さを見抜かれ、ライガーの不自然な態度も発破をかけるためだった事を悟る（しかし、当のライガーも、弟への思いから自分も甘さを拭いきれなかったと述べている）。その後、全力で互いにぶつかり合った末に敗北。ニナ達と共に次のグレイテスト4を目指すべく特訓に励む事になり、ライガーと別れるが兄弟の絆が深いことを共に感じている。ライガーは「遠く離れていてもアイツ（弟）を感じることが出来る。それが兄弟だ」とゲンキ達に話している。OPではシルエットしか見えないがライガーと対戦している。
- ギンギライガー配下のワルモン
  - クロザザム部隊
  - カーボン
  - モック部隊
  - ウンディーネ
  - ケンタウロス3人衆（ケンタウロス、ザバット、シリウス）
  - サラマンドラ部隊
  - ジャガーノート部隊
  - ケルベロス部隊

ウンディーネ
声 - 鶴ひろみ
『円盤石の秘密』第24話「ウンディーネの湖」で登場。『2』から登場のウンディーネ種のモンスターだが、実際はギンギライガー配下のワルモン。
ゴーレムに対し、たった1人で孤独な友達になって欲しいとたらし込むように云い、水の中に引き込んでゲンキ達を抹殺しようとするが、自身が炎の中に巻き込まれて逆襲される。しかし、敵である自分を救おうとするゴーレムに対し、自身の行動を悔いて、自ら死ぬ道を選んだ。
最終話ではロストした状態から再生されるが、『伝説への道』では登場せず、ゴーレムとの再会もなかった。
ケンタウロス
声 - 辻谷耕史
『円盤石の秘密』第25話「廃墟の戦士達」に登場。同僚で、同じ『2』で登場するケンタウロス種モンスターのシリウス、サバットを加えた三戦士のリーダー。
原作ゲームの設定そのままに騎士道精神に溢れ、一対一の戦いを好む正義感の強いモンスターだったが、ギンギライガーとの戦い（実際には、ワルモン達との戦いによって疲れたところを狙われて）に敗れ、ワルモンの軍門に下ってしまっていた。
しかし、心までワルモンになった訳では無く、ゲンキ達との戦いと、自分達もろともゲンキ達を抹殺しようとするサラマンドラ部隊を相手にゲンキ達と共闘する中で、かつての自分達とモンスターの誇りを取り戻し、ギンギライガーと袂を分かち、ワルモン達相手に戦っていく道を選んだ。
ナーガ
声 - 小林和矢
ワルモン四天王の一人のナーガ種モンスター。ホリィやスエゾー達の村を壊滅させた張本人。四天王の中ではもっとも残忍な性格で、ギンギライガーを見捨てたケルベロスが部下になりたいと願ってきた際も「負けたやつの部下など俺には必要ない」とすぐに切り捨てている。声にはエフェクトがかかっている。城の最上層でゲンキ、ホリィ、スエゾー、モッチーを迎え撃ち圧倒するが、ナーガにただならぬ恨みを持つスエゾーの「かみつき」により肩を負傷、そこにモッチ砲を受け城から落ちかけ、崖に追い詰められるが、ナーガを見捨てることができなかったホリィに手を差し伸べられ、ゲンキやモッチーにくわえてスエゾーにまで助けようとされる。その誠実さに心打たれついに改心するが、己の罪の重さを悔やんで死を選び、自ら落下してロストした。
『伝説への道』では生き返り、冷酷だった面影はなく誠実な性格になって復活、大会の出場者が足りず困っていたゲンキ達の力となった。その際は黒いマントを羽織っている。戦後は元四天王ということもあって、どこでもあまり好かれておらず、本人も「憎まれるのは慣れている」と語っている。わだかまりなく接してきたゲンキ達の中で唯一スエゾーには未だ恨まれており、そういった怒りも自分の罪として受け入れていた。大会の予選では、相手モンスターを拳一撃で葬るなど、ロストから復活してもなお格の違う力を見せ付けた。ナーガもロストしたことで技をすべて忘れており、猛特訓の末にロスト前と同等の力を持ち合わせている。決勝では四天王の仲間であったガリと対決し、卑劣な手に翻弄されるも、最後はゲンキ達の応援（特に遺恨の相手であるスエゾーから）から力をもらい「本当の力」を篭めた大技「魔空弾」を放ち、K.O.勝ちした。その後はスエゾーと「今度会ったら勝負する」という約束をして再び修行の旅に出る。その対決はOPアニメで描かれている。
- ナーガ配下のワルモン
  - ジハード
  - アローヘッド部隊
  - ゲル部隊
  - クロロマン部隊
  - クーロン兄弟
  - バジャール
  - ロードランナー部隊
  - ジャガーノート部隊

### デュラハン一派
第1期ではワルモン軍団の一部。最後はデュラハンがムーに反旗を翻すが、リリムの裏切りやデュラハンがゲンキ達に倒されたことで壊滅。第2期では生き延びたデュラハンが新たに組織し、ワルモン軍団に代わって世界征服を目論む。しかし第1期の頃と比べてどこか抜けたモンスターが多く、全体的にコミカルな集団になっている。
デュラハン
声 - 堀内賢雄
魔将軍と呼ばれる騎士型のデュラハン種モンスター。東の大陸の支配者であり、ワルモン軍団の最高幹部。飛行船に乗って移動し、たくさんの部下を冬眠させて保持している。ムーに対して表向きでは絶対的な忠誠を誓う姿勢を見せるが、実際はムーから覇権を奪おうと画策していた。その実力は計り知れない。ホリィからガイア石を奪ってムーに反抗しようとするも、リリムの裏切りによって失敗し、さらにゲンキ達と鉢合わせてしまい、敗北して重傷を負ってしまう。しかし、最後の力で裏切ったリリムを道連れに、飛行船とともに炎の中へと消えていった。部下を讃えながら解凍したり、敗れた部下を惜しんだりなど、騎士道精神溢れる一方で、野心家として残酷な一面も持ち合わせている。「悪逆非道」など四文字熟語を多用する。
『伝説への道』では頭を残して生きていることが判明（他の部分は生命維持装置のようなもので繋ぎ止められている）、その側にはポワゾンという女性モンスターが付き添っている。他にも、ママニャーやゴビー、半サイボーグのジャアクソウを部下として引き連れ、ムーの力を使ってワルモン復活を目指そうと、邪悪魂が封印された円盤石を狙う。墜落した飛行船を改装した拠点より、新たに集めた「コレクション」から選りすぐりのモンスターを刺客として差し向ける。しかし毎度のように「最強」や「究極」というフレーズを用いるため、終盤にはママニャーに人選を疑われていた。また、（部下の間抜けぶりもあって）激昂する事が多くなっており、体に障ると度々窘められている。ホリィの父親が解放された後、残った黒い円盤石とガイア石を奪い、神殿で邪悪な魂と融合に成功してブラッディJとなるが、力が制御できずに暴走を引き起こしてしまう。精神まで邪悪な魂に支配されそうになるが、最終的にはゲンキ達（ヒノトリ）によって救われて共闘し、元の完全な肉体を取り戻した。エピローグでは連れの部下達共々ワルモンの紋章も消え去って改心した模様で、ゲンキ達の仲間とともに畑仕事をしている。
ブラッディJ
デュラハンが邪悪な魂と融合しようとした寸前、弾き飛ばされてきたポワゾン、ママニャー、ゴビ、ジャアクソウと合体し、新たな身体を得た姿。ゲンキ達全員が束になっても歯が立たない強さを誇るが、憎しみを糧するべくホリィの父を甚振り、ゲンキ達に自身を憎むように仕向けるも彼らがそれを拒否し、そのまま力の暴走を招いてしまう。
- デュラハンの飛行船の乗組員
  - トリッカー
  - モッキー
  - ワイロ
  - スプリンガー

- モンスターコレクション（円盤石の秘密）
  - エンドブリンガー
  - チャリオット
  - カッチュウロード部隊
  - メタルゲル
  - ヨロイモッチー部隊
  - アストロ部隊
  - レマクラスト
  - ガトリングブロー部隊

- モンスターコレクション（伝説への道）
  - ピンクジャム
  - ゼブランナー部隊
  - ブルードリル部隊
  - アクアクレイ部隊
  - ジュラスウォール部隊
  - ウッディー
  - ツームストーン兄弟
  - ゴースト部隊
  - ショーグン
  - ニャー
  - メタルナー

- その他のデュラハン配下のワルモン
  - ダークハム部隊
  - ゲル部隊
  - ロードランナー部隊
  - マグマグミ部隊
  - モノクロッカス部隊

リリム
声 - 高萩晴子
デュラハンの付き添いのピクシー種のモンスター。主君に愛らしさを振りまき、常に彼の傍で動いていた。しかし、デュラハンにムーへの反抗心を煽るが、完全体のムーの強さを知ったことでムーに取り入ることを決意。そのためにはムーの側近を皆殺しにするなど、行動は非情。デュラハンを裏切りガイアを奪ってムーへの手土産にしようとするが、裏切りに激怒したデュラハンによって剣を突き刺され、主君ともども悲惨な最期を迎える。復活した描写は無く、『伝説への道』にもショーグンに追い回された時の回想以外では登場しなかった。

ポワゾン
声 - 長沢美樹
『伝説への道』から登場。リリムに代わるデュラハンの付き添いモンスター。姿がリリムに似ているがデュラハンにはよく寵愛されている。リリムと違って、デュラハンを心から慕っており、寵愛されるべくママニャーといがみ合っており、非常に仲が悪い。少々ワガママな性格。戦闘力はそれほど無く、スカウトしようとしたガリにはあっさり撃退され、モストには手も足も出ず、最終決戦ではママニャーとゴビ共々ゲンキ達に襲い掛かるも返り討ちに遭っている。レジェンド杯ではママニャー、ゴビと共に変装してモッチーを（後からガイアを奪いやすくなるという意味で）応援している。最後はブラッディJの一部となってしまうがゲンキ達に助けられて改心し、ゲンキ達に協力。戦いの後はワルモンではなくなり、デュラハンらと共に畑仕事に精を出している。

ママニャー
声 - 潘恵子
『伝説への道』から登場。デュラハンの部下。ポワゾンとどちらがデュラハンに寵愛されるかをいつも競っているが、陰でデュラハンにツッコミを入れる事もあり、一度リリムに裏切られたのにポワゾンのようなモンスターをまた傍に置いているデュラハンに苦言を呈した事もある。中年女性のような性格で、ショーグンの守備範囲にも入っておらず、ジャアクソウからも陰で「おばさん」呼ばわりされるなど、当人も実際にもそのように見られている。戦闘では身軽さを活かして相手を翻弄する戦法を取る。更におばさん呼ばわりされると凶暴化するため、幹部の中では潜在的な戦闘力は高め。銀行強盗に「オバン」「ババニャー」呼ばわりされた際にはたった1人でそれらを鎮圧している。ニャータイプであるためか体型は太めで、その体型を気にしてゴビにダイエット器具を買ってくるように命じたこともあったが、結局は不良品だった。時には自ら円盤石奪取の為に動くも失敗ばかりである。それどころか、円盤石奪取すら忘れて美容に夢中になる事もあり、デュラハンからも幹部交代を考えられている。最後はブラッディJの一部となりつつもゲンキ達に助けられて改心し、エピローグではデュラハンらと共に畑仕事をしている。

ゴビ
声 - 小杉十郎太
『伝説への道』から登場。ゴーレム種のモンスターでデュラハンの部下の一人。いつも「頭がー！」と頭を抱えている頭痛もちなモンスターで、考え事をするだけで頭痛に見舞われるほど知性は低め。基本的に「ゴビ」と喋る。図体に反して気弱な性格故にどもりがち。体は頑丈で力も強いがメンタルは弱く、ママニャーには頭が上がらない。しかしメタルナーに寄生された時はガラが悪くなり、ママニャーを逆に痛めつけていた。
解凍されたモンスターと記念写真を撮ったり机の上に花を飾り、更には逃走したピンクジャム達の身を案じるなど、ワルモンらしからぬ一面も見せている。最終決戦ではブラッディJの一部となるがゲンキ達に助け出される。ワルモンでもなくなり、ママニャーと抱き合って無事を喜んでいる。エピローグではデュラハンらと共に畑仕事をしている。

ピンクジャム
声 - 西村智博
『伝説への道』第3話「目指せ！レジェンド杯」に登場。ゲル種のモンスターでデュラハンコレクションの一人。ポワゾン曰く「イチゴゼリーもどきみたいで美味しそう」。ゲンキ達からムーの円盤石を奪おうと部下のピンクジャム達と共にレジェンド杯を目指すゲンキ達の邪魔をしようと、同じゲル種のネンドマン（声 - 遠近孝一）を闇討ちして、ネンドマンに成り代わってモッチーを痛めつけるが、モッチーの逆襲と、本当のネンドマンが現れた事で変装が見破られて失敗。叱られたくないという理由で置手紙を残して部下共々逃走し（しかも手紙には「デュラハン様の永遠のしもべ」と平然と書き連ねていた）、デュラハンの激怒を買う。なお、逃亡時はワルモンの紋章はペンキで塗って誤魔化していた。
第13話「負けるなピンクジャム！」では再登場。逃亡後は真面目に働こうとしていたがどこでも失敗続きで30もの仕事をクビになっており、部下に元気付けられつつ次の町を目指していた所をゲンキ達と出くわす。しかし以前の敵だと気付かれないばかりか親身に接してきたため、ワルモンの紋章を隠して彼らと一晩寝食を共にし、励ましを受けた。その後のツームストーン兄弟との戦いで一度は怖気づくも、立ち向かうゲンキ達の姿に奮起し、自分達も戦うことを決意。ゲンキ達のピンチを救い、その中でワルモンの紋章が砕け、部下達全員と共にイイモンへと変わった。作中のワルモンで、ロストすること無く改心出来た数少ないキャラと一団だった。エピローグでは部下達と共にゴーレムの店で働いている。

ツームストーン兄弟
声 - 武田磁裕、花輪英司、小林和矢
『伝説への道』第13話「負けるなピンクジャム！」に登場。ジョーカー種のモンスター三人組。ワルモン四天王にも匹敵すると言われる実力者で、ゲンキ達を一度は追い詰めて円盤石を奪い取った。しかし二度目の戦いではピンクジャム達がゲンキ一行に加勢したことで逆転され、円盤石を奪還された後に敗走した。

ニャー
声 - かないみか
『伝説への道』第19話「目指せ一流シェフ！」に登場。ニャー種のモンスターで、「悪魔の頭脳」を自称するも、冷凍保存の影響で「おつむが鈍っている」らしく、見え見えの罠を仕掛けたりマグマグミ達に大根やマラカスなどおおよそ武器になりそうもない物を持たせるなど、実態はかなり間抜け。マグマグミ達にも陰でバカにされている。ロゼッタの秘密の調味料を奪い、円盤石と交換させる作戦（実際の考案はマグマグミ）でゲンキ達を誘き出し、一度は偽物と罠で彼らを出し抜いたものの、自身も偽物の円盤石（クッキー）で騙されており、調味料を奪還される。最後はライガーの雷撃を「そんな雷、俺様には効かない」と何の根拠も無い自信からまともに受け、黒焦げになった挙句に逃走した。

### ゲンキ達と関わった者達

#### モンスター
ワーム
『円盤石の秘密』第4話「永遠のワーム」で初登場。アランのパートナー。幼い頃から連れ添っている。厳しいしつけにも何の文句も言わず、アランに従っている。最後の最後までアランを信じ、彼を庇ってロストしたが、最終回でヒノトリの力により円盤石に戻った。その『伝説への道』でアランによって復活し、彼と涙の再会を果たした。他のモンスターと違って、喋ることが出来ない（クロサザムなど、喋っているワーム種族もいる）。ワルモンの手下にもワームがいるが、彼とは別の個体である。
デトナレックス、デトナクリス
声 - 内藤玲（デトナレックス）、小林和矢（デトナクリス）
『円盤石の秘密』第5話「疾風のライガー」で初登場。ライガーの部下で、ライガー種のモンスター。複数おり、この2人はその代表的な存在。皆、人間に捨てられてノラモン化したモンスター達だったが、ワルモンによってライガーの目の前で皆殺しにされる。『伝説への道』では円盤石に戻っており、拾った人間に再生されていたものの、逃走して元の盗賊に戻っていた。タマの果樹園を狙っていた所をライガーと再会し（それまでは果樹園を狙ってはハムの罠に返り討ちに遭っていたらしい）、一時はゲンキ達の旅に同行する事になったものの、ロストして技を忘れた事や、ゲンキ達の使命を察してハムの代わりにタマの果樹園で暮らすことを決めた。人間を信用するようになったものの、エピローグではタマの果樹園で共に暮らすライガーとハムの喧嘩を見て呆れていた。
ピンキー
声 - 長沢直美
『円盤石の秘密』第8話「雨上がりの空に」で初登場。スエゾー種モンスターで、ホリィの小さい頃からの友達で、スエゾーの人生の師匠と呼べる存在。生まれてきたスエゾーがいきなりホリィに対して礼儀なく接したため、根性を叩きなおすといってスエゾーを鍛えた様子。その経緯からスエゾーから「ピンキー姉さん」と呼ばれる。関西弁で喋り、これがスエゾーにも移った。農民のように手拭いを被っている。ナーガ率いるワルモン軍団に倒されロストしたが、最終回でヒノトリの力により円盤石に戻った。『伝説への道』ではエピローグで健常な姿を見せている。
モノリス
声 - 納谷六朗
『円盤石の秘密』第12話「モノリスかく語りき」に登場するモノリス種のモンスターで、当初は円盤石の姿だったものの、ゲンキ達の手で再生させられた。
太古の歴史や戦争への記憶と知識が集積されている記憶庫と呼んでもいいほどのモンスターであり、初登場時に、ゲンキ一行にかつての滅んだ古代文明とムーとヒノトリの誕生と経緯に付いて自身が投影したイメージを用いて紹介している。それはゲンキ達にとって旅の目的と世界の歴史、ムーの正体を知ることについて大きな手がかかりとなった。しかし、肝心な事は喋らない事が多い上に、その説明をしようとする時に決まって居眠りをしてしまうクセがある。
第31話「廃墟の遊園地」のラストにて、ムー達の元へ赴き、戦いの無意味さと、かつてムーを封印する時に用いたファイナルゲートを使う危険性を説得しようとしたが聞き入れられず、捕らえられてしまうが、最終話にて暴走するムーを止める為、ゲンキに共に旅してきた5体こそ、ヒノトリの分かれていた魂であり、それによってヒノトリが蘇り、更にガッツを用いることがムーを倒す事に繋がると説いた。
『伝説への道』の第2話ではホリィの回想で登場し、前作の最終決戦後にヒノトリから離れた5体が世界のどこかにいる事と、更にムーの円盤石から邪悪な魂だけを封印できればホリィの父を蘇らせる事ができるとホリィに伝える。しかし肝心の封印方法を云う前にまた居眠りしてしまい、ホリィはあてのない旅に出る羽目になった。
ゲームでは、体表面に人の顔が浮かび上がるのが特徴だったが、アニメではそういう描写は無い。
ハヤブサ
声 - 若本規夫
『円盤石の秘密』第13話「ムー降臨！」で初登場。ドラゴン種モンスターであり、自分と同じドラゴン達を部下に多数従え、「ドラゴン盗賊団」を組織している。ライガーとは古い知り合いで、ホリィがガイアもろともムーに拉致された時、助けだそうと主張するゲンキに同調したライガーに対し、「（自分の）大事な部下を殺す気か？」とムーの力を恐れて当初は冷淡であり、ライガーの「お互いにムーには酷い目に遭わされてきた」、「同じノラモン同士だろう」という声にも耳を貸さなかった。しかし、人間であるゲンキが頭を下げて真摯に頼み込む事によって心が動き、ホリィの救出作戦に手を貸しただけではなく、ムーとの最終決戦では部下達を引き連れて、ピクシーと共に駆け付けた。
原作ゲームでは、モンスターの名前をプレイヤーが付ける事が出来たのに対し、アニメでのキャラクター名は、原作の種名ネーミングに準拠するが、そのアニメ設定ではない唯一のキャラでもある。
ツノマル
声 - つボイノリオ
『円盤石の秘密』第15話「新たなる旅立ち」で初登場。ツノマル海賊団の長で、自称「清く正しい大海賊」。スエゾーが関西弁を話すのに対して彼は名古屋弁で話す。女好きでホリィにちょっかいを出すが、スエゾーまたは本人に止められる。部下にはバンダナをつけたイワゾーがたくさんおり、慕われている。船長だけに冷静な判断を下すこともあるが、基本的に駄目モンスター。ゲンキ達によって船に乗せて欲しいと頼まれるが、勝負事で正々堂々決めようと言って、スエゾーとババ抜きで対決した。しかし清く正しいとは思えないイカサマ行為を繰り返し、ワルモンの乱入から結局ゲンキ達を乗せることになった。グジコーンとは終生のライバル。
『伝説への道』では長旅の疲れを癒すために部下達とパーティをやっていた最中に、ワルモンのゴースト達に船を盗まれてしまい、無精ヒゲを生やしつつ自暴自棄になるなど間抜けな部分を晒した（ハム曰く「全員で船を降りれば、そりゃ盗まれますわな」）。ゲンキ達に当初は船に乗せるように頼まれるも、盗まれたと知られるや否や冷淡に立ち去ろうとしたため、意地になって彼らをツノマル2世号（金鯱を付けただけのイカダ）に乗せた。その航海の最中、幽霊船と化した自分の海賊船と遭遇し、ゴースト達との戦いで窮地に陥るも、スエゾーが「ゴーストの弱点はスエゾー種の歌」と思い出した事で、スエゾーと共に歌い、（ゲンキ達をも苦しめながら）ゴーストを撃退して船を取り戻した。『伝説への道』ではテレポート能力がスエゾーより上なことが判明、行きたいところにちゃんといけて、自由に使うことが出来る。海賊の船長帽がトレードマーク。
『円盤石の秘密』ではゲンキ達を運んだ後、ホリィには最初は感謝のキスをされたが、『伝説への道』ではキスを求めた際、ホリィからの鉄拳の返礼を浴びる羽目になる。
ヘンガー
声 - 緒方賢一
『円盤石の秘密』第18話「ヘンガーよ永遠に」で登場するヘンガー種のモンスター。
滅び去った古代の科学都市に住んでいるが、既に都市中枢プログラムは破損し、仲間のヘンガーと、統括者のテクノドラゴン（声：伊藤栄次）もその為に都市に近付く者を容赦なく攻撃してきたが、彼だけは自我を保ち、その都市をゲンキ達を案内している。
ふとしたことで取り上げられたゲンキ達の荷物を奪取する為に協力し、その後は世界各地で起こったワルモンとの最終決戦にも参戦している。
ダックン
声 - 長沢美樹
『モンスターファーム2』から登場するモンスターで、『円盤石の秘密』第23話「がんばれダックン！」で登場。ダックン種のモンスター。
性格は弱気で、かつて自分の住んでいた村を襲撃してきたワルモン達に対し、戦いを挑もうとしたものの、恐怖で腰が抜けて戦えなくなってしまい、その事を仲間達に「弱虫ダックン」と詰られるようになり、そうしたワルモンへのトラウマと、仲間達への負い目から、1人でその事を抱えながらひっそりと暮らしているところでモッチーと出逢うが、そのモッチーへも警戒心と疑いを当初は向けており、仲間を信じて行動する事への自信を持てないままだった。
ギンギライガー配下のカーボンとモック部隊によってゲンキ達が囚われ、それを救おうと、更に自分の事を庇ってカーボン達の攻撃に耐えるモッチーの姿にようやく発奮して勇気を取り戻し、共にカーボンを撃退。ムーとの最終決戦でも、他のモンスター達と共に蜂起している。
メルカーバ
『円盤石の秘密』第26話「暴走戦士メルカーバ」に登場したビークロン種だが、かつて古代文明によって造り上げられた兵器モンスターでもあり、同じビークロン種のジャガーノートの10倍もの巨体を誇るロボットモンスター。
ワルモンではないものの、ゲンキ達を襲うジャガーノート部隊を単騎で全てロストさせてしまう戦闘能力を発揮したが、既に敵も味方も関係無く攻撃するようになっており、今度はゲンキ達を攻撃目標と見なして攻撃し、一行の攻撃さえも寄せ付けなかった。
暴走を止める為にゲンキが鉄棒を持ってゴーレムに投げて貰い、頭部に突き立てるが、そこに落ちた雷によってショートし、沈黙した。
コロペンドラ
声 - 真殿光昭
『円盤石の秘密』第28話「森の仕掛け屋コロペンドラ」で登場、『2』から登場するコロペンドラ種のモンスターで、語尾の最後に「コロ」と付けるのが口癖。
ワルモン達に同族を奴隷にされていた事から、様々なトラップを仕掛けて迎撃するようにしており、多くのワルモン達を退けてきたそのトラップの威力を信頼をしていたものの、それがいつしか過信という方向になってしまい、ハムからは「トラップに頼りすぎるのは危険」と指摘されていたものの、ハムの忠告を聞かなかったばかりに、ワルモンのジハードにトラップが破られ、窮地に陥ってしまう。
しかし、ハムから「トラップに頼るだけでは無く、自分達で戦う決意も重要」とも聞かされ、ゲンキ達の戦いを見て発奮し、ねずみ花火でジハードを葬り去り、戦う闘志も取り戻した。
ミミニャー
声 - かないみか
『円盤石の秘密』第29話「グッバイ! マイフレンド」で登場。ジム船長を慕うモンスター。屈強なジムとは正反対に華奢で可愛い姿をしている。「ニャ」と語尾につけるのが口癖。親切丁寧で、初対面の人間に多少悪印象を与えるジムとは非常に対照的である。
ラウー
声 - 内海賢二
『円盤石の秘密』第30話「赤ちゃんボスは人気者」で登場。ラウー種のモンスターで、同族のまとめ役。
同じラウー種のボスをリーダーとして煽ぎ、そのボスを奪いに来たラウロック（声：内藤玲）とのいざこざが絶えなかった。だが、ラウロック達はワルモンによって住処を追われて流浪となり、ラウー達の住処に迷惑をかけまいと、新天地を探す力を持つボスを連れてラウー達の元から離れるつもりだった。
その真相を知った事でラウロック達と和解して同志として受け容れ、リーダーのボスを煽いで共に手を取り合って暮らしていく事を誓った。
ナイトン
声 - 堀内賢雄
『円盤石の秘密』第32話「ホリィの宝物」で登場。『2』から登場のナイトン種モンスター。
ワルモンでは無いのだが、人間だろうがワルモンだろうが関係無しに、胡散臭いものや、ガラクタに、却って状態を悪くしてしまう薬などを売りつけるインチキ商売をしていた悪徳商人であるだけではなく、相手を油断させて金目になりそうなものでは盗んで逃げ出すという極めて質の悪い性格。
ホリィの父との思い出の品の短剣（ムーとなった父から渡された）を売りつけようとしたが、そこまでは出来ず、最後は僅かな良識を見せて一行に出逢わない形でそれを返却している。
アーケロ
声 - 中博史
『円盤石の秘密』第33話「ススキ河原の決闘」で登場。『2』で登場するアーケロ種の代表で、クーロン兄弟の師匠だったが、対戦相手を徹底的に倒して欲望を満たすことこそ強者と信じる2人の弟子を諫めていたものの、その為に弟子達は自ら破門の道を選び、四天王ナーガ傘下のワルモンとなってしまった。
クーロン兄弟に苦戦するゲンキとモッチーにアドバイスとトレーニングを行い、その特訓の甲斐合って2人は見事に兄弟相手に勝利を収め、敗北を恥じた兄弟は自ら命を絶とうとするものの、その元弟子達の自刃を止め、ようやく過ちに気づいて詫びる弟子達を赦して迎え入れ、ムーとの最終決戦時には、ケンタウロス達や改心した弟子達と共に、ワルモン軍団と戦っていることがピクシーの弁で語られた。
バクー
声 - 内藤玲
『円盤石の秘密』第39話「さよならバクー」に出演した『2』から登場するバクー種のモンスター。デュラハン配下のモンスターのチェリオットに住んでいた村を襲われ、自分の飼い主一家も惨殺され、それでも廃墟の村を守り続けていたが、ワルモンに襲われるゲンキを助けて懐くが、それはゲンキがかつての自分の飼い主の子供とそっくりだった事からだった。
チェリオットとカッチュウロードの攻撃に致命傷を負いながらも、ゲンキを守って戦って倒すが、そのまま力尽きてロストし、自分を守ってくれたバクーの素性を知ったゲンキは涙する。
最終話で再生する様子が見られるが、『伝説への道』では未登場で、ゲンキと再会する場面は無い。
ヤクトハウンド
声 - 平田広明
『円盤石の秘密』第41話に登場した人間と共存している村出身のライガー種モンスター。人間に拾われ、可愛がられていたが、村がワルモンに襲撃され、ヤクトハウンドと一人の赤ん坊だけが生き残る。恩返しのためにその赤ん坊を守ることを決意し、追撃のワルモンを返り討ちにしてきた。しかしリリムに赤ん坊を人質にとられ、仕方なくゲンキ達を抹殺しようとしていた。ライガーと一騎討ちにもつれさせ、その後、ロストした円盤石を持ち帰った事で一度はライガーを殺したとゲンキ達の怒りを買うが、それはリリムを欺いて赤ん坊を救出するためのライガーとの作戦であり、その円盤石もライガーではなく様子を伺っていたダークハムのものだった。ライガーによって赤ん坊が助け出されると、ゲンキ達と共闘の末にリリム達を撃退し、赤ん坊と共に去って行った。
ジール
声 - 辻村真人
『円盤石の秘密』第46話「戦いと憎しみと」で初登場のジール種のモンスター。
北方の厳寒地域のジールの村の村長で、氷付けとなったヒノトリを奉って守っていた。ゲンキ達に村に代々語り継がれていたヒノトリの伝説を語り、目的のヒノトリの場所まで案内した他、ムーによって瀕死となったピクシーも介抱している。
ヒノトリ
声 - 野沢那智（第46話）
ムーを倒すために古代人によって生み出された伝説のモンスター。ワルモンとなったモンスターをイイモンに戻す力とロストした円盤石を復元する力を備えているとされ、このヒノトリの円盤石を見つけ出す事がホリィ達の旅の目的であった。
ジールの村に伝わる伝説では、守り神『ビンチョー』として、かつて狂暴で荒れ狂っていたドクロカブリ（声 - 小杉十郎太）を、その圧倒的なパワーで打ち負かしたにもかかわらず、飢えていたワルモンに対し、「自分を食べなさい」と言い、それに感動したワルモンは改心し、ワルモンである事を辞めたとされる。
実は肉体はジールの村で氷漬けになっており、円盤石自体が存在しない。ファイナルゲートによってムーと共に魂を切り離されてしまい、その魂は5つに分離してモッチー、スエゾー、ゴーレム、ライガー、ハムに宿った。モノリスによるとムーと違ってファイナルゲートの力だけでは肉体と魂は融合できず、純然たるガッツの力によってのみ融合できるという。
最終決戦ではモッチー達と肉体が融合し、ムーと闘う。最終的にムー諸共消滅し、その時に発動した力は一連の戦いの中でロストした全てのモンスターを円盤石として復活させ、全てのワルモンをイイモンへと戻した。その魂は再びモッチー達となって各地に飛ばされる。この内、モッチーとライガーは円盤石に戻り、スエゾー、ゴーレム、ハムは円盤石は戻らなかった。
『伝説への道』ではデュラハンに宿った邪悪な魂が暴走を引き起こした後、心の世界にてガッツの力で肉体が具現化し、モッチー達が再びヒノトリとなる。心の世界で邪悪な魂と戦い、モッチー達だけでなくゲンキやホリィにホリィの父親、ガッツに目覚めたデュラハン、ポワゾン、ママニャー、ゴビー、ジャアクソウの一味も融合して、増大した邪悪な魂を消し去った。
コミック版でも円盤石は存在せず、モンスターファームという世界を愛するゲンキを軸としてゲンキ、ホリィ、モッチー、スエゾー、ゴーレム、ライガー、ハムの7人の気持ちを一つにする事で誕生するとされている。
なお、ゲームでは、アニメの第1期オープニングテーマ『風がそよぐ場所』のシングルCDを読み込ませることで再生できる。また、『伝説への道』の主題歌『FLUSH』のシングルCDでは同じヒノトリ種のフェニックスが再生できる。
カラコルム兄弟
声 - 二又一成（兄）、星野充昭（弟）
『伝説への道』第5話「強敵カラコルム兄弟現る!?」に登場。ジール種モンスターの兄弟。兄は小柄で計算高く、弟は大柄で力持ちだが心優しい。兄の「世界一強いモンスターになる」という夢のためにマンディー杯を目指していたが、弟は争いを好まず、村の畑で大根もどきを作るのが好き。しかし兄には逆らえないと考えているために、従い続けていた。食料探しをしていたモッチーと知り合い、弟と良い友達となる。その後、ゲンキ達もマンディー杯を目指している事と、黒い円盤石がゲンキ達の貴重品だと気付いた事で、眠り草入りの鍋でゲンキ達を眠らせた隙に円盤石を埋め、マンディー杯への出場を妨害しようとした。しかし円盤石を持っていると思われてブルードリル達に襲われ、駆け付けたゲンキ達と弟が共闘して難を逃れる。ブルードリル達を撃退した後はモッチーの後押しを受けた弟が兄に初めて本心を打ち明け、それを聞き入れたことでマンディーには向かわず村に帰る。
ショーグン
声 - 内海賢二
『伝説への道』第17話「最強の戦士ショーグン」に登場。かつて東の大陸で「黒い稲妻」「伝説の100人居合斬り」と呼ばれていたモンスター。
騎士道精神にあふれ、ワルモンの力など必要ないと断言しており、そのためワルモンではない。体を失う前のデュラハンに勝つほどの実力を持つが、大変な好色家で女性（人間やピクシー種など）を前にするとスケベ親父のようになってしまう。かつてデュラハンに勝利した際に傍にいたリリムを追いかける最中に海に転落、そのまま氷漬けとなって封印されていた。その経緯のため、デュラハンはショーグンが去るまでポワゾンには隠れるように指示していた（なお、ママニャーは守備範囲外）。
ママニャー達の手違いで復活し、そのまま口車に乗せられてゲンキ達を倒しに行くが途中で川に落ち、偶然ゲンキ達に助けられる形で出会う。最初は倒すべき相手と知らず（デュラハンの「七人一体にして百戦錬磨なる戦士」という言い回しから、七人が合体して強大なモンスターになると勘違いしていた）、ホリィへのスケベ心から修行を課していたがママニャー達に詳細を知らされると勝負を挑む。しかし復活した直後で本調子でなかったのか武器を岩にぶつけて折ってしまう。その後はとどめを刺せと言って聞かず、努力の大切さを説かれても「最強と呼ばれていた自分に努力など必要ない」と突っぱねる。しかしホリィに努力し続けることの大切さを説かれ、自問自答の後にかつて弛まぬ努力をしていた自分の姿を思い出す。
その後、自分が騙されていたことを悟り、ママニャー達と交戦していたゲンキ達に加勢。木の棒一本で「伝説の100人居合斬り」を披露し、ワルモン軍団を一蹴する。
ママニャー達を退けた後、一から修行をやり直すことを告げ、次に再会した時に改めて勝負をする約束をして一行と別れたが、最後までゲンキ達が合体すると勘違いしたままだった。
モスト
声 - 内藤玲
原作ゲーム『モンスターファーム2』より登場したモッチー種のレアモンスター。またの名を「伝説の白もっさま」。『伝説への道』第2話「目指せ!レジェンド杯」で初登場し、第23話にてモッチーとレジェンド杯で戦う。
最強のモッチー種と言われ、力はゴーレム種を凌駕し速さはロードランナー種を寄せ付けないなどライガーですら「どう闘えば良いのか分からない」と言わしめるほど。
性格は時折激情に駆られることもあるが基本は冷静沈着。対戦相手と正々堂々勝負することを好む。
ムーがワルモン軍団を率いていた頃から既に高い実力を持っていたが己を鍛える事にしか興味を持っておらず、ワルモンに苦しめられる人々やモンスターにも無関心であった。その修行の中でゲンキ達一行の噂を聞き、ようやくムーを倒す決意をしたものの、ゲンキ達によってムーが倒された事で戦いに間に合わず、それまでの自分を恥じてその力を人々やモンスターの為に使う事を誓っていた。
伝説への道登場時はモンスターの密売組織を退治したりスパーリングの賞金を施設に寄付するなどを行っている模様。モンスターの密売組織を退治している時にモッチーと出会っている。
必殺技は「もっさま」。また、「さくら吹雪」や「もんた」すら他のモンスターにとっては一撃必殺と言える威力を持つ。その強さの故かつてのレジェンド杯で対戦相手（同じモッチー）をロストさせてしまった事があり、自身の力に悩むような面も見られる。レジェンド杯の決勝戦では当初は一方的にモッチーを押していたものの、何度も向かってくるモッチーの前に徐々に余裕を無くしていき、やがて全力を出してぶつかり合う。長い激闘の末、モッチーにかなり追い詰められたものの、最終的には勝利する。しかし対戦前にモッチーからホリィの父を救うにはマジックストーン（ガイア）が必要だと聞いており、決勝戦後にはそれを自身のアイアンバードと共にゲンキ達に渡して邪悪な魂の封印を託した。
ポリトカ
声 - 相沢正輝
原作ゲーム『モンスターファーム2』より登場したスエゾー種のレアモンスター。またの名を「伝説の白い目玉」。モストと同様に『伝説への道』第2話で初登場し、第22話にてモッチーとレジェンド杯で戦う。
最強のスエゾー種と言われ、豪華な別荘をいくつも所有するほどの財産も持っている。
自身の実力に絶対の自信を持っているが、人格者であるモストとは反対に、同じスエゾー種のスエゾーをクズ扱いし、「ガッツだの特訓だの何の意味もない」「クズはクズでしかないんだよ」と言い切るなど傲慢な性格。
必殺技は身体を高速回転させながら繰り出す三連続の「しっぽアタック」。基本的にこの技のみで闘い、見切られた場合はテレポートを組み合わせたコンビネーション技を使い、モッチーを苦しめたが、最後はガッツを全開にして放った「さくら吹雪」と「モッチ砲」に敗れ去った。

#### 人間
コルト以外はアニメオリジナルキャラクターで、ゲームには登場していない。
マイケル
声 - 吉田美保
『円盤石の秘密』第1話「はじまりは今!」より、モンスター甲子園決勝戦におけるゲンキの対戦相手。ゲンキと握手した時にゲンキの手を強く握って嫌がらせしようとするが、逆にゲンキに強く締め上げられる。対戦では「マグナビートル」を使い、ゲンキを敗北寸前まで追い詰めるが、ゲンキが使用したモンスター「ピンキー」の食う攻撃を受けて逆転KO負けした。
アシュー、アリラ
声 - 北村弘一（アシュー）、浅井淑子（アリラ）
『円盤石の秘密』第2話「ぼくモッチー!」で登場。町の人に追い出されていたゲンキ達を図らずも救った夫妻。子どもに恵まれず、ずっとモンスターを飼うことに憧れていた。ゲンキ達がヒノトリだと思って手に入れた円盤石が、幼いプチザウラー（声：三澤真弓）だったので、彼らに譲られることになった。ゲンキがファームの世界で履いている靴はアシューのお下がりで、ゲンキがファームの世界で戦ってきた証となった。
アラン
声 - 内藤玲
『円盤石の秘密』第4話「永遠のワーム」で初登場。自分の育てているワームをムチでしつけているが、そのあまりに度が過ぎているしつけにゲンキは激怒する。ムーの仲間になるつもりでワルモンのジャアクソウと手を組みホリィたちを罠に陥れるが、ジャアクソウはアランとの約束を破りワームをワルモンとして迎え入れようとする。だが今度はワームがジャアクソウを裏切ったことでジャアクソウが激昂し、ワームを攻撃し始める。アランは必死にワームを守ろうとし、ゲンキも一緒に戦うが返り討ちに遭う。ジャアクソウがアランとゲンキに攻撃しようとするがワームが体を張って守る。しかしワームはジャアクソウのドレイン攻撃でロストしてしまう。これにアランとゲンキは涙を流し、ワームをロストされた怒りでジャアクソウをロストさせる。その後、ゲンキたちが手に入れた円盤石から生まれた別個体のワームを譲り受け、ゲンキたちに別れを告げるのだった。『伝説への道』では再会したゲンキに助言をする。この時はよみがえったワームと成長した別個体のワームを引き連れ、共に復元された円盤石を探し、正しく育ててくれる人間に渡すために旅に出ている。
エディ
声 - 二又一成
『円盤石の秘密』第9話「飛べ! アイアンバード」で登場。アイアンバードに乗って落ちてきた人間。使わなくなったアイアンバードをゲンキ達に譲ってくれと頼まれ、高額で売りつけようとするなど、気弱だががめつい。スエゾーには「ハムよりがめついやっちゃな」と言われるほど。本当はワルモンの強制労働場から一人だけ逃げてきた男で、仲間を見捨てて逃げてきたことを心の底で悔やんでいる。クロロマンによって脅されて、アイアンバードが離陸してバラバラになるように細工をするが、罪悪感からそれを修復した後、追ってきたクロロマンに決死の突進を仕掛けて落ちかける。最後はヒノトリを復活させて仲間達を助けてくれるようゲンキ達に頼んで別れた。
ジム船長
声 - 大塚明夫
『円盤石の秘密』第29話「グッバイ! マイフレンド」で登場。渡し船の船長。普段はミミニャーとともに料理店を営んでいる。人を食ったような態度をとる人物で、金さえもらえばワルモンであろうと仕事を果たそうとする。だが海の男らしく笑顔を絶やさないナイスガイで、最初のうちは何かと突っかかってきたゲンキと、最終的には友達となった。体格は屈強で、精神といい外見といい正しく海の男である。『伝説への道』の最終回ではホリィ達とともに新しく村を開拓している。
コルト
声 - 折笠富美子
『円盤石の秘密』第40話「ガイアの秘密」に登場。原作の『2』ではブリーダーの助手として登場するが、本作では古代探求・発掘者としてアイアンバードに乗ってムーを倒す手がかりを探している旅人としてゲスト出演。原作と同じくジョイ（声：内藤玲）を相棒に連れている。古代の話に関してとても詳しいが、少々神経質で、遺跡を壊したり、傷つけるような行為には激昂して怒る面がある。
服装は原作とは違うものになっている。ゲンキ達と互いにムーを倒すことを誓って別れる。
タマ
声 - 若林直美
『伝説への道』第4話「ムハッとハム参上！」に登場。11歳ながら両親の遺した果樹園を切り盛りしている少女。無礼な物言いをしたゲンキやスエゾーに即鉄拳を見舞うほど鼻っ柱が強い。しかし周囲には果物を荒らすノラモンが多かったために一人では対処しきれず、諦めかけていたところをヒノトリから分離して飛ばされてきたハムと出会った。その後、1年に渡ってハムと共に暮らしていたが、ゲンキ達がハムを迎えに来た事を察して彼を送り出す。一度は戻って来たハムを涙ながらに受け入れるも、ゲンキ達を助けにハムが再び出て行った事で「クビにする」形で大量のカララギマンゴーをアルバイト代として渡し、ハムを改めて送り出した。その後は彼女の度胸に惚れ込んだデトナレックスとデトナクリスをハムの代わりに迎え入れた。エピローグでは旅を終えて戻って来たハムとライガーも迎え入れている。
ロマノフ
声 - 折笠愛
『伝説への道』第6話に登場する。マンディー杯決勝戦でペンギンダマシ、ナイトナイトンを率いてゲンキ達と対峙した少年。ゲンキより年下の新米ブリーダーで、当初こそ謙虚に振る舞っていたが本性は腹黒く、相手を小馬鹿にした言動や、少年とは思えない悪党じみた表情を見せる（ハムいわく「我輩と同じ匂いがする」）。
サンドラ
声 - 高山みなみ
『伝説への道』第10話「走れ！遙かなる対岸へ」で登場。浮遊タクシーの運転手で、同業者からもその腕前を一目置かれる少女ドライバー。男言葉な口調で、いつも風船ガムを噛んでおり、人前でもそれを隠さず、逆にそうやって相手からの追求を誤魔化そうとする太太しい一面がある。
父から底なし沼を渡るタクシーを受け継いでいたが、最初は格安料金を提示しておいて、一旦タクシーに乗せたら、渡ろうとする人々から法外な値段の運賃を取っており、それはゲンキ一同から非難されていたが、私利私欲では無く、父が残した借金返済に廻す為だった。
無事に底なし沼を渡りきったものの、愛車を失い、それを不憫に思ったゲンキ達が、自分が提示した金額以上の金銭を渡そうとするのに「おかしな奴等だ」と呆れる反面、自分に同情してくれたゲンキ達の行為に感謝して、以降ぼったくり商売を辞めて、地道に稼ぐ事を選んだ。
ミッシェル
声 - 荒木香恵
『伝説への道』第12話「ウィナーズ杯　炎のでこぴん」で登場。ゴーレムが病院で出会った少女。物静かで、自然を好む。難病に侵されており、多額の治療費を必要としている。彼女のためにウィナーズ杯の賞金を使う事を決めたゴーレムはウィナーズ杯で体調不良のモッチーの分も奮闘し、見事に勝利する。その後、ミッシェルの容体が急変したと聞かされた事で、彼女の祖父（声- 藤本譲）に賞金を全額渡す。
実は祖父共々その正体は詐欺師であり、ゴーレムの前で取っていた態度は全て演技であり、病気の件も嘘であった。ウィナーズ杯で観戦していた際にも途端に荒々しい態度でゴーレムを応援してボロを出している。しかしゴーレムのあまりの人の好さから良心の呵責に悩み、騙し取った賞金の半分を病室に残す形で返し、小鳥に届けさせた手紙で真実を告げた。祖父には「しおらしくなっちゃって」と呆れられ、ゴーレムの方も騙された事に怒るどころか、ミッシェルが病気ではなかった事を喜び、仲間達にもお人好しと評された。
ロゼッタ
声 - 野沢雅子
『伝説への道』第19話「目指せ一流シェフ！」に登場。食堂を営む老婆で性格は頑固だが、作るピザもどきは誰もが絶賛する味である（ライガーが思わず崖を駆け上がって雄たけびを上げるほど）。ゲンキ達の戦いに巻き込まれて腰を痛めたことを切っ掛けに知り合う。ピザもどきの味に惚れ込んだゴーレムに指南を頼まれ、当初は頑なに拒んでいたが熱意に負けて手伝わせた。年に一回の料理大会では何年も優勝し続けていたが、腰を痛めた事と当日に秘密の調味料をワルモンに奪われたことで味が出せなくなり、ゴーレムの手を借りて出場しつつ、ゲンキ達が調味料を取り戻すまで持ちこたえる事になる。途中、諦めて代用の調味料を使おうとしたがゴーレムに「ロゼッタの味じゃない」と告げられ、ゲンキ達を信じて待つことにし、寸前で間に合った調味料で優勝した。その後、旅立つゴーレムにコック帽を渡した。
主人
声 - 松尾銀三
『伝説への道』第21話「ママニャーの危険な賭け」で登場。荒野の真っ只中にあるホテルの主人で、キンダーホップ（声 - 若林直美）を連れている。100年に一度のお客様感謝デーという名目で、長旅で疲れていたゲンキ達を無料で休憩させた。しかしその目的はママニャーがゲンキ達に掛けた賞金10万ゴールドであり、眠り草入りのジュースでゲンキ達を眠らせてママニャーに引き渡そうとしていた。常に営業スマイルを絶やさない温厚な人柄のようだが、ママニャーが約束を反故にするや否や、キンダーホップとアンゴルモアを嗾けたり顔色一つ変えず大砲で砲撃するなど、その行動は過激且つ執念深い。挙句、実は移動要塞だったホテルでママニャー達を容赦なく踏みつぶそうとまでして賞金の約束を取り付ける。しかし、ママニャー達がなんとか10万ゴールドを手に入れて来た時には既にゲンキ達は立ち去った後であり（主人達も寝ていたため、起こさないように出発した）、結果としてただゲンキ達に休息の場を提供しただけだった。ゲンキ達には最後まで本性に気付かれず、親切な人と思われていた。

### その他
特別番組やクロスプログラムを行う番組の進行役
特番の進行役
演 - グレートチキンパワーズ、広末涼子
1999年4月3日の特番での進行役。
『すてきな出逢い いい朝8時』のクロスプログラム担当
演 - うつみ宮土理、渡辺正行
次番組『すてきな出逢い いい朝8時』でのクロスプログラムを担当した2人。

## スタッフ
- 監督 - 矢野博之
- シリーズ構成 - 米村正二
- キャラクターデザイン - 前田実（円盤石の秘密）→吉川真一（伝説への道）
- 総作画監督 - 菖浦隆彦（円盤石の秘密）→吉川真一（伝説への道）
- 美術監督 - 菅原清二、清水一利
- 色彩設計 - 井上喜代美
- デジタル撮影監督 - 川田敏寛
- 編集 - 岡田輝満
- 文芸担当 - 小野田博之
- 音響監督 - 山田智明
- 音響制作 - AUDIO PLANNING U
- 音楽監督 - 鈴木清司
- 音響効果 - 糸川幸良
- 音楽 - BMF (Being MUSIC FACTORY INC.)
- プロデューサー - 加藤直次、渡辺哲也、柳内一彦
- アニメーション制作 - トムス・エンタテインメント（旧：キョクイチ東京ムービー）
- 製作 - 中部日本放送、電通、トムス・エンタテインメント（旧：キョクイチ東京ムービー）

## 主題歌
円盤石の秘密
オープニングテーマ
「風がそよぐ場所」（1話 - 28話）
作詞・作曲・歌 - 小松未歩（GIZA studio） / 編曲 - 古井弘人
- 48話（最終回）ではCD版がエンディングテーマとして使用された。

「picnic」（29話 - 37話）
作詞 - 三好真美 / 作曲 - 三好誠 / 編曲 - 三好誠、古井弘人 / 歌 - rumania montevideo（GIZA studio）
「Close To Your Heart」（38話 - 48話）
作詞・歌 - 愛内里菜（GIZA studio） / 作曲 - 大野愛果 / 編曲 - 尾城九龍

エンディングテーマ
「flame of love」（1話 - 21話）
作詞 - 秋本瑞月 / 作曲 - 大野愛果 / 編曲 - 古井弘人 / 歌 - sweet velvet（GIZA studio）
「デジタルミュージックパワー」（22話 - 36話）
作詞 - 三好真美 / 作曲 - 三好誠 / 編曲 - 三好誠、古井弘人 / 歌 - rumania montevideo（GIZA studio）
- 26話より、エンディングに女の子4人組小学生ユニットのMuuによる「モンスター体操」が取り入れられ、Muuも同曲をカバーしたシングルCDをリリースしている。

「Wonderin' Hands」（37話 - 47話）
作詞 - ふるかわ魔法、シオジリケンジ / 作曲 - シオジリケンジ / 編曲・歌 - 4D-JAM（GIZA studio）

伝説への道
オープニングテーマ
「NAME」（1話）
作詞 - Emi Makiho / 作曲・編曲 - MASAKI / 歌 - 宇都宮隆（TRUE KiSS DiSC）
「FLUSH」（2話 - 25話）
作詞 - Mika Watanabe、Miho Fujii / 作曲・編曲 - MASAKI / 歌 - 宇都宮隆（TRUE KiSS DiSC）

エンディングテーマ
「ただ過ぎ行くために」（1話）
作詞 - 川村真澄 / 作曲 - 石井恭史 / 編曲 - 西平彰 / 歌 - 宇都宮隆（TRUE KiSS DiSC）
「Be Truth」（2話 - 25話）
作詞 - Mika Watanabe / 作曲・編曲 - MASAKI / 歌 - 宇都宮隆（TRUE KiSS DiSC）

## 各話リスト
| 話数                                | サブタイトル                          | 脚本                                | 絵コンテ                            | 演出                                | 作画監督                                                 | 放送日                              |
| モンスターファーム 〜円盤石の秘密〜 | モンスターファーム 〜円盤石の秘密〜   | モンスターファーム 〜円盤石の秘密〜 | モンスターファーム 〜円盤石の秘密〜 | モンスターファーム 〜円盤石の秘密〜 | モンスターファーム 〜円盤石の秘密〜                      | モンスターファーム 〜円盤石の秘密〜 |
| ----------------------------------- | ------------------------------------- | ----------------------------------- | ----------------------------------- | ----------------------------------- | -------------------------------------------------------- | ----------------------------------- |
| 1                                   | はじまりは今!                         | 米村正二                            | 矢野博之                            | 日巻裕二                            | 菖蒲隆彦                                                 | 1999年 4月17日                      |
| 2                                   | ぼくモッチー!                         | 米村正二                            | 奥脇雅晴                            | 岡崎幸男                            | 星名靖男                                                 | 4月24日                             |
| 3                                   | 怪物の森                              | 米村正二                            | 藤森カズマ                          | 山内富夫                            | 大久保修、田村一彦                                       | 5月1日                              |
| 4                                   | 永遠のワーム                          | 藤田伸三                            | 中村隆太郎                          | 山口美浩                            | 菖蒲隆彦、高田晴仁                                       | 5月8日                              |
| 5                                   | 疾風（かぜ）のライガー                | 米村正二                            | 渕上真                              | 渕上真                              | 関口雅弘                                                 | 5月15日                             |
| 6                                   | 我が輩はハムである                    | 米村正二                            | 根岸宏樹                            | 根岸宏樹                            | 星名靖男                                                 | 5月22日                             |
| 7                                   | 七人の勇気                            | 米村正二                            | 島崎奈々子                          | 島崎奈々子                          | 菖浦隆彦、田村一彦 高田晴人                              | 5月29日                             |
| 8                                   | 雨上がりの空に                        | 米村正二                            | 永丘昭典                            | 岡崎幸男                            | 菖浦隆彦、田村一彦 高田晴人                              | 6月5日                              |
| 9                                   | 飛べ!アイアンバード                   | 藤田伸三                            | 知吹愛弓                            | 山内富夫                            | 星名靖男、菖浦隆彦 田村一彦、高田晴人                    | 6月12日                             |
| 10                                  | 氷のピクシー                          | 米村正二                            | 渕上真                              | 渕上真                              | 関口雅治                                                 | 6月19日                             |
| 11                                  | 決戦!モンスターバトル                 | 米村正二                            | 奥平健一                            | 山内富夫                            | 菖浦隆彦、星名靖男 田村一彦、高田晴人                    | 6月26日                             |
| 12                                  | モノリス、かく語りき                  | 米村正二                            | 鈴木幸雄                            | 日巻裕二                            | 宍戸久美子                                               | 7月3日                              |
| 13                                  | ムー降臨!                             | 米村正二                            | 大庭秀昭                            | 大庭秀昭                            | 菖浦隆彦、田村一彦 星名靖男、高田晴人 進藤満尾           | 7月10日                             |
| 14                                  | 邪悪な魂                              | 米村正二                            | 松園公                              | 湖山禎崇                            | 菖浦隆彦、宍戸久美子 星名靖男、田村一彦 高田晴人         | 7月17日                             |
| 15                                  | 新たなる旅立ち                        | 米村正二                            | 鈴木幸雄                            | 正路真由美                          | 野口寛明                                                 | 7月24日                             |
| 16                                  | 海の大決戦                            | 藤田伸三                            | 藤森カズマ                          | 山内富夫                            | 菖浦隆彦、星名靖男 田村一彦、高田晴人 大道博政、清水義治 | 7月31日                             |
| 17                                  | ハム!カンバック                       | 中村修                              | まつぞのひろし                      | 小山田桂子                          | 西見祥示郎                                               | 8月7日                              |
| 18                                  | ヘンガーよ永遠に                      | 米村正二                            | 大庭秀昭                            | 大庭秀昭                            | 藤田宗克                                                 | 8月14日                             |
| 19                                  | 出るか!?スエゾーの新必殺技            | 藤田伸三                            | 渕上真                              | 渕上真                              | 関口雅浩                                                 | 8月21日                             |
| 20                                  | 我が名はピクシー                      | 中村修                              | 浜津守 川越淳                       | 古谷渓一郎                          | 田中敦子                                                 | 8月28日                             |
| 21                                  | 爆裂!?モッチ砲!                       | 米村正二                            | 大賀俊二                            | 日巻裕二                            | 菖浦隆彦、星名靖男 田村一彦、高田晴仁                    | 9月4日                              |
| 22                                  | 走れライガー!                         | 藤田伸三                            | 湖山禎崇                            | 湖山禎崇                            | 宗崎暢芳                                                 | 9月18日                             |
| 23                                  | がんばれダックン!                     | 福島幸典                            | いわもとやすお                      | 正路真由美                          | 宮本佐和子                                               | 9月25日                             |
| 24                                  | ウンディーネの湖                      | 望月武                              | 藤原良二                            | 水野健太郎                          | 高口弘                                                   | 10月2日                             |
| 25                                  | 廃虚の戦士たち                        | 藤田伸三                            | 阿宮正和                            | 佐々木皓一                          | 藤田宗克                                                 | 10月9日                             |
| 26                                  | 暴走戦士メルカーバ                    | 中村修                              | 木宮茂                              | 木宮茂                              | 宗崎暢芳                                                 | 10月16日                            |
| 27                                  | ライガー!宿命の対決                   | 米村正二                            | 矢野雄一郎                          | 矢野雄一郎                          | 横堀久雄                                                 | 10月23日                            |
| 28                                  | 森の仕掛け屋コロペンドラ              | 望月武                              | 藤森カズマ                          | 山内富雄                            | 菖浦隆彦、星名靖男 高田晴仁、田村一彦                    | 10月30日                            |
| 29                                  | グッバイ!マイフレンド                 | 米村正二                            | まつぞのひろし                      | 古谷渓一郎                          | 野口寛明                                                 | 11月6日                             |
| 30                                  | 赤ちゃんボスは元気者                  | 藤田伸三                            | 奥脇雅晴                            | 石田暢                              | 関口雅浩、清水健一                                       | 11月13日                            |
| 31                                  | 廃虚の遊園地                          | 中村修                              | 田中敦子                            | 矢野雄一郎                          | 横堀久雄                                                 | 11月20日                            |
| 32                                  | ホリィの宝物                          | 福島幸典                            | 日巻裕二                            | 山内富夫                            | 菖浦隆彦、星名靖男 高田晴仁                              | 11月27日                            |
| 33                                  | すすきヶ原の決闘                      | 藤田伸三                            | 田中敦子                            | 古谷渓一郎                          | 野口寛明                                                 | 12月4日                             |
| 34                                  | 荒野に消えた街                        | 藤田伸三                            | 日巻裕二                            | 石田暢                              | 関口雅浩                                                 | 12月11日                            |
| 35                                  | 四天王最後の決戦!                     | 米村正二                            | 矢野雄一郎                          | 矢野雄一郎                          | 横堀久雄                                                 | 12月18日                            |
| 36                                  | イブの夜                              | 米村正二                            | 藤村カズマ                          | 山内富夫                            | 木村正人                                                 | 12月25日                            |
| 37                                  | ホリィのハッピーバースデー            | 米村正二                            | 田中敦子                            | 古谷渓一郎                          | 野口寛明                                                 | 2000年 1月8日                       |
| 38                                  | 魔将軍デュラハンの挑戦                | 藤田伸三                            | 川越淳                              | 石田暢                              | 関口雅浩                                                 | 1月15日                             |
| 39                                  | さよならバクー                        | 中村修                              | 田中敦子                            | 矢野雄一郎                          | 横堀久雄                                                 | 1月22日                             |
| 40                                  | ガイアの秘密                          | 米村正二                            | 鍋島修                              | 山内富夫                            | 村上勉                                                   | 1月29日                             |
| 41                                  | ライガー最後の日                      | 望月武                              | 田中敦子                            | 古谷渓一郎                          | 野口寛明                                                 | 2月5日                              |
| 42                                  | 宇宙から来た戦士たち                  | 福島幸典                            | 藤森カズマ                          | 石田暢                              | 関口雅浩                                                 | 2月12日                             |
| 43                                  | 砂の刺客レマクラスト                  | 中村修                              | 矢野雄一郎                          | 矢野雄一郎                          | 横堀久雄                                                 | 2月19日                             |
| 44                                  | 激闘!ガイア争奪戦                     | 藤田伸三                            | 森脇真琴                            | 山内富夫                            | 久高司郎                                                 | 2月26日                             |
| 45                                  | デュラハン暁に死す                    | 藤田伸三                            | 田中敦子                            | 古谷渓一郎                          | 野口寛明                                                 | 3月4日                              |
| 46                                  | 戦いと憎しみと                        | 米村正二                            | 藤原良治                            | 石田暢                              | 関口雅浩                                                 | 3月11日                             |
| 47                                  | 涙                                    | 米村正二                            | 田中敦子                            | 矢野雄一郎                          | 横堀久雄                                                 | 3月18日                             |
| 48                                  | 青空                                  | 米村正二                            | 藤森カズマ                          | 山内富夫                            | 菖蒲隆彦、星名靖男 高田晴仁                              | 3月25日                             |
| モンスターファーム 〜伝説への道〜   |                                       |                                     |                                     |                                     |                                                          |                                     |
| 1                                   | 扉が開くとき                          | 米村正二                            | 越智一裕                            | 小村敏明                            | 佐々木敏子                                               | 4月1日                              |
| 2                                   | 目指せ!レジェンド杯                   | 米村正二                            | まつぞのひろし                      | 三家本泰美                          | 殷剛                                                     | 4月15日                             |
| 3                                   | 激闘!!ルーキー杯                      | 米村正二                            | 鹿島典夫                            | 安形裕篤 山内富夫                   | 祝浩司、佐々木敏子                                       | 4月22日                             |
| 4                                   | ムハッとハム参上!                     | 米村正二                            | 木宮茂                              | 木宮茂                              | 殷剛、倉川英揚                                           | 4月29日                             |
| 5                                   | 強敵カラコルム兄弟現る!?              | 福嶋幸典                            | 奥脇雅晴                            | 石田暢                              | 塩川貴史                                                 | 5月6日                              |
| 6                                   | マンディー記念杯 立て!ライガー!       | 米村正二                            | 湖山禎崇                            | 湖山禎崇                            | 宗崎暢芳、原田峰文                                       | 5月13日                             |
| 7                                   | 誰がために鐘は鳴る                    | 藤田伸三                            | 藤森カズマ                          | 小村敏明                            | 佐々木敏子 祝浩司                                        | 5月20日                             |
| 8                                   | 海に消えた円盤石                      | 望月武                              | 奥田誠治                            | 三家本泰美                          | 殷剛、倉川英揚                                           | 5月27日                             |
| 9                                   | M-1グランプリ ガンバ!スエゾー         | 米村正二                            | 勝亦祥視                            | 勝亦祥視                            | 池上太郎                                                 | 6月3日                              |
| 10                                  | 走れ!遥かなる対岸へ                   | 福嶋幸典                            | 木宮茂                              | 木宮茂                              | 宗崎暢芳                                                 | 6月10日                             |
| 11                                  | 再会のアラン                          | 藤田伸三                            | 矢吹勉                              | 栗山美秀                            | 佐々木敏子                                               | 6月17日                             |
| 12                                  | ウィナーズ杯 炎のでこぴん             | 米村正二                            | 青山弘                              | 青山弘                              | 塩川貴史                                                 | 6月24日                             |
| 13                                  | 負けるなピンクジャム!                 | 福嶋幸典                            | 勝亦祥視                            | 勝亦祥視                            | 池上太郎                                                 | 7月1日                              |
| 14                                  | 海賊船を取り返せ!                     | 望月武                              | 湖山禎崇                            | 湖山禎崇                            | 原田峰文                                                 | 7月8日                              |
| 15                                  | ワールドモンスターズ杯 ナーガふたたび | 米村正二                            | 藤本ジ朗                            | 山内富夫                            | 浅沼昭弘                                                 | 7月15日                             |
| 16                                  | 偉大なる白の伝説                      | 藤田伸三                            | 中島弘明                            | 三家本泰美                          | 殷剛                                                     | 7月22日                             |
| 17                                  | 最強の戦士ショーグン                  | 福嶋幸典                            | 小村敏明                            | 小村敏明                            | 佐々木敏子                                               | 7月29日                             |
| 18                                  | グレイテスト4兄弟                     | 米村正二                            | 木宮茂                              | 木宮茂                              | 宗崎暢芳                                                 | 8月5日                              |
| 19                                  | 目指せ一流シェフ!                     | 望月武                              | 藤森カズマ                          | 勝亦祥視                            | 池上太郎                                                 | 8月12日                             |
| 20                                  | ビーナスとの戦い                      | 望月武                              | 湖山禎崇                            | 湖山禎崇                            | 原田峰文                                                 | 8月19日                             |
| 21                                  | ママニャーの危険な賭け                | 福嶋幸典                            | 林有紀                              | 新田義方                            | 佐々木敏子                                               | 8月26日                             |
| 22                                  | レジェンド杯 モッチーVSポリトカ       | 米村正二                            | 木宮茂                              | 木宮茂                              | 倉川英揚、殷剛                                           | 9月2日                              |
| 23                                  | レジェンド杯 モッチーVSモスト         | 米村正二                            | 矢吹勉                              | 矢吹勉                              | 祝浩司                                                   | 9月16日                             |
| 24                                  | 再会                                  | 藤田伸三                            | 湖山禎崇                            | 湖山禎崇                            | 宗崎暢芳                                                 | 9月23日                             |
| 25                                  | 最後の戦い                            | 米村正二                            | 篠原俊哉                            | 山内富夫                            | 佐々木敏子、久高司郎 吉川真一                            | 9月30日                             |

## スエゾーの今日の目玉・モッチーの今日のおもち
モンスターファーム（ゲーム・アニメ問わず）に関連した商品やイベントなどの情報を紹介するショートコーナー。次回予告の前に挿入される。基本的にはスエゾーがイベントに対してコメントを入れたり、ネタを入れたりして、残りのメインキャラクターがアシスタント的に商品やイベントを紹介する。時折アドリブでキャラクターが崩れることも多く、特にライガーは演じている矢尾の素の口調になったり、語尾が関西弁になったりしたことがある。
スエゾーの今日の目玉はDVDに収録されているが、いくつか欠番が存在する。

## 日本国内での放送
| 放送地域                                                                         | 放送局                    | 放送日時                                                | 備考                 |
| -------------------------------------------------------------------------------- | ------------------------- | ------------------------------------------------------- | -------------------- |
| 中京広域圏                                                                       | 中部日本放送（CBC）       | 土曜 7:30 - 8:00                                        | 製作局 現・CBCテレビ |
| 北海道                                                                           | 北海道放送（HBC）         | 土曜 7:30 - 8:00                                        |                      |
| 青森県                                                                           | 青森テレビ（ATV）         | 土曜 7:30 - 8:00                                        |                      |
| 岩手県                                                                           | IBC岩手放送（IBC）        | 土曜 7:30 - 8:00                                        |                      |
| 宮城県                                                                           | 東北放送（TBC）           | 土曜 7:30 - 8:00                                        |                      |
| 山形県                                                                           | テレビユー山形（TUY）     | 土曜 7:30 - 8:00                                        |                      |
| 福島県                                                                           | テレビユー福島（TUF）     | 土曜 7:30 - 8:00                                        |                      |
| 関東広域圏                                                                       | 東京放送（TBS）           | 土曜 7:30 - 8:00                                        | 現・TBSテレビ        |
| 新潟県                                                                           | 新潟放送（BSN）           | 土曜 7:30 - 8:00                                        |                      |
| 長野県                                                                           | 信越放送（SBC）           | 土曜 7:30 - 8:00                                        |                      |
| 山梨県                                                                           | テレビ山梨（UTY）         | 土曜 7:30 - 8:00                                        |                      |
| 静岡県                                                                           | 静岡放送（SBS）           | 土曜 7:30 - 8:00                                        |                      |
| 富山県                                                                           | チューリップテレビ（TUT） | 土曜 7:30 - 8:00                                        |                      |
| 石川県                                                                           | 北陸放送（MRO）           | 土曜 7:30 - 8:00                                        |                      |
| 近畿広域圏                                                                       | 毎日放送 （MBS）          | 土曜 7:30 - 8:00                                        |                      |
| 鳥取県・島根県                                                                   | 山陰放送（BSS）           | 土曜 7:30 - 8:00                                        |                      |
| 岡山県・香川県                                                                   | 山陽放送（RSK）           | 土曜 7:30 - 8:00                                        | 現・RSK山陽放送      |
| 広島県                                                                           | 中国放送（RCC）           | 土曜 7:30 - 8:00                                        |                      |
| 愛媛県                                                                           | あいテレビ（ITV）         | 土曜 7:30 - 8:00                                        |                      |
| 福岡県                                                                           | RKB毎日放送（RKB）        | 土曜 7:30 - 8:00                                        |                      |
| 長崎県                                                                           | 長崎放送（NBC）           | 土曜 7:30 - 8:00                                        |                      |
| 熊本県                                                                           | 熊本放送（RKK）           | 土曜 7:30 - 8:00                                        |                      |
| 大分県                                                                           | 大分放送（OBS）           | 土曜 7:30 - 8:00                                        |                      |
| 宮崎県                                                                           | 宮崎放送（MRT）           | 土曜 7:30 - 8:00                                        |                      |
| 鹿児島県                                                                         | 南日本放送（MBC）         | 土曜 7:30 - 8:00                                        |                      |
| 沖縄県                                                                           | 琉球放送（RBC）           | 土曜 7:30 - 8:00                                        |                      |
| 山口県                                                                           | テレビ山口（TYS）         | 土曜 6:00 - 6:30（第1期） 金曜 16:24 - 16:54（第2期）   |                      |
| 高知県                                                                           | テレビ高知（KUTV）        | 水曜 16:00 - 16:30（第1期） 水曜 16:30 - 17:00（第2期） |                      |
| 秋田県                                                                           | 秋田放送（ABS）           | 火曜 16:25 - 16:55（第1期）                             | 日本テレビ系列       |
| 放送局・放送日時の出典は第1期は1999年9月中旬 - 10月上旬時点、第2期は最終回時点。 |                           |                                                         |                      |

## 海外での放送
アメリカやドイツなどでも放送されている。タイトル名は「Monster Rancher」。

## ネット配信
YouTubeの「TMSアニメ55周年公式チャンネル」から、2019年8月7日より各シリーズ3話までが無料配信されている。2020年9月18日からは各シリーズとも3話まとめて配信されるように変更された。dアニメストアでは各シリーズとも全話配信されている。

## 漫画版 モンスターファーム〜円盤石の秘密〜
作：幸宮チノ
1. はじまりは今!
2. リメンバランス
3. 森の花守り
4. 疾風（かぜ）のライガー
5. ハムりハムられハムハまれ
6. モッチーは役立たず?
7. ひとつの真実
8. ドラゴンライド
9. 浮遊城潜入!!
10. 加速、急転
11. クライマックス
12. A whole new world

## サンリオとのコラボ
1999年8月9日から25日まで、東京都多摩市のテーマパーク「サンリオピューロランド」にて、「モンスターファーム〜円盤石の秘密〜 キティとサンリオの仲間を救え!」が開催された。ハローキティをはじめとするサンリオキャラクターが大集合した世界観が繋がるエピソードとなっている。なお、登場するサンリオキャラクターは以下の通り。
- ハローキティ
- ミミィホワイト
- あひるのペックル
- みんなのたあ坊
- おさるのもんきち
- ハンギョドン
- バッドばつ丸
- リトルツインスターズ・キキ
- リトルツインスターズ・ララ
- けろけろけろっぴ
- ポチャッコ
- マロンクリーム
- ダニエル
- ポムポムプリン

## 特別番組・イベント
1999年4月3日、前週に先行で放送される「モンスターファームスペシャル 〜アニメの秘密を探れ〜」のタイトルで放送。グレートチキンパワーズ、広末涼子が案内役として出演。アニメの制作現場の見どころのほか、声優陣のアフレコの模様がオンエアされる。
1999年8月7日・8月8日の「サマーフェスタ99」のステージにて、各局のTBS系列アナウンサー5人が集結した「モッチーズ」が登場している。メンバーは以下の通り。
- CBC - 宮部和裕
- TBS - 木村郁美
- MBS - 松井愛
- HBC - 川畑恒一
- RKB - 中野伊万里